# Comalcalco (zona arqueológica)

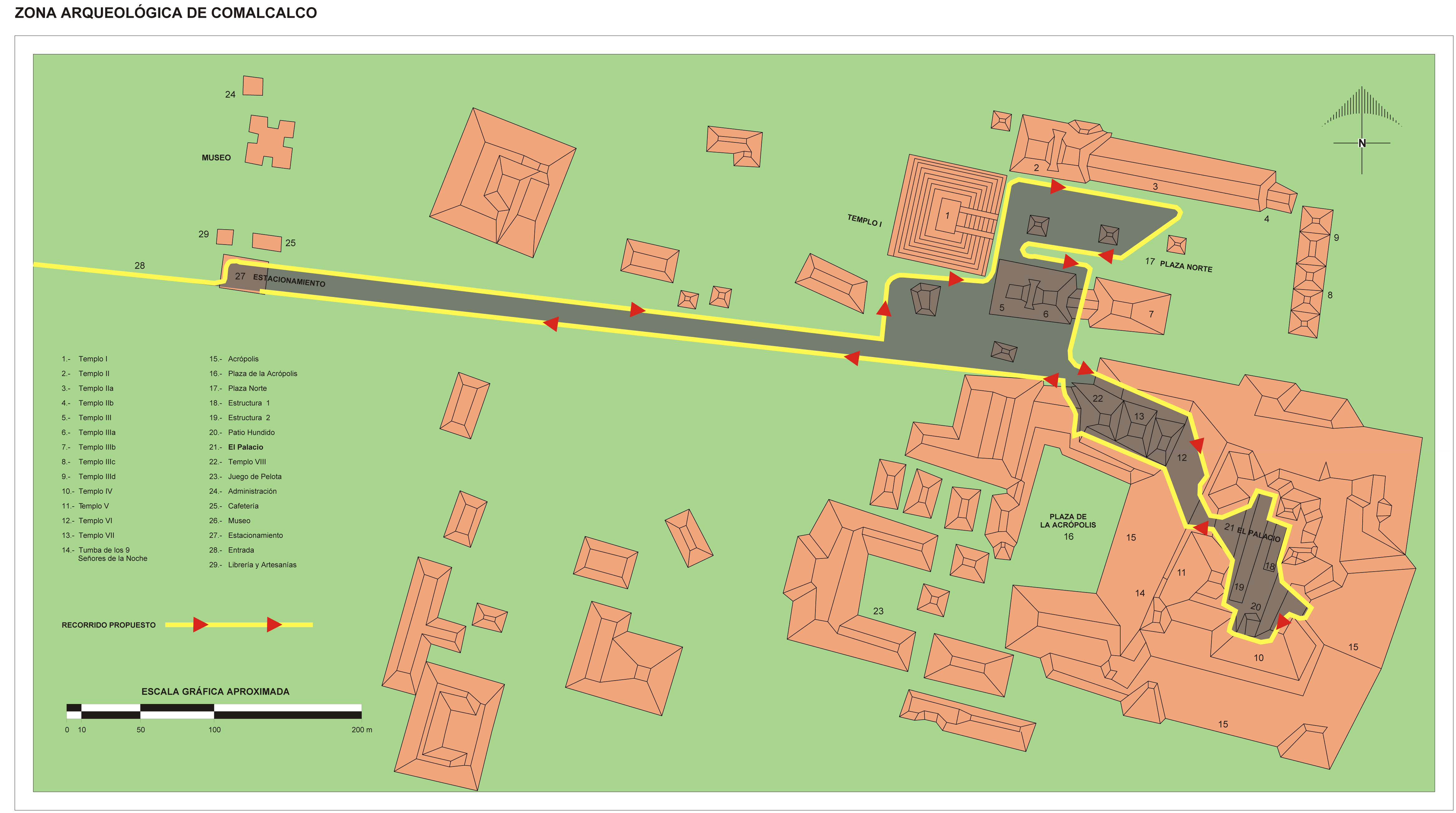
Mapa de la zona arqueológica.

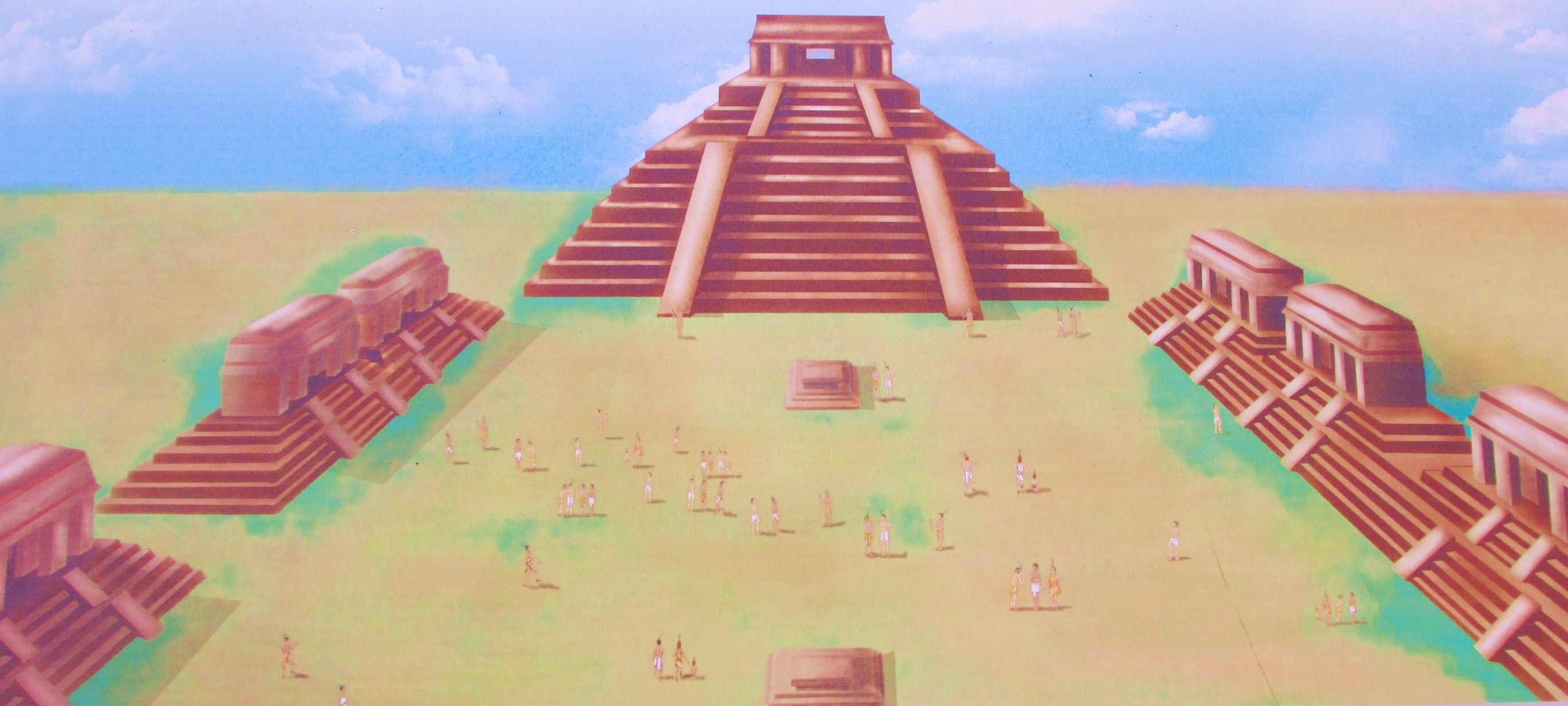
Recreación digital de la Plaza Norte vista desde el Edificio IIIC. Al fondo se aprecia el Templo I, a la derecha se localizan los Templos II y IIA y a la izquierda los Templos III y IIIA.

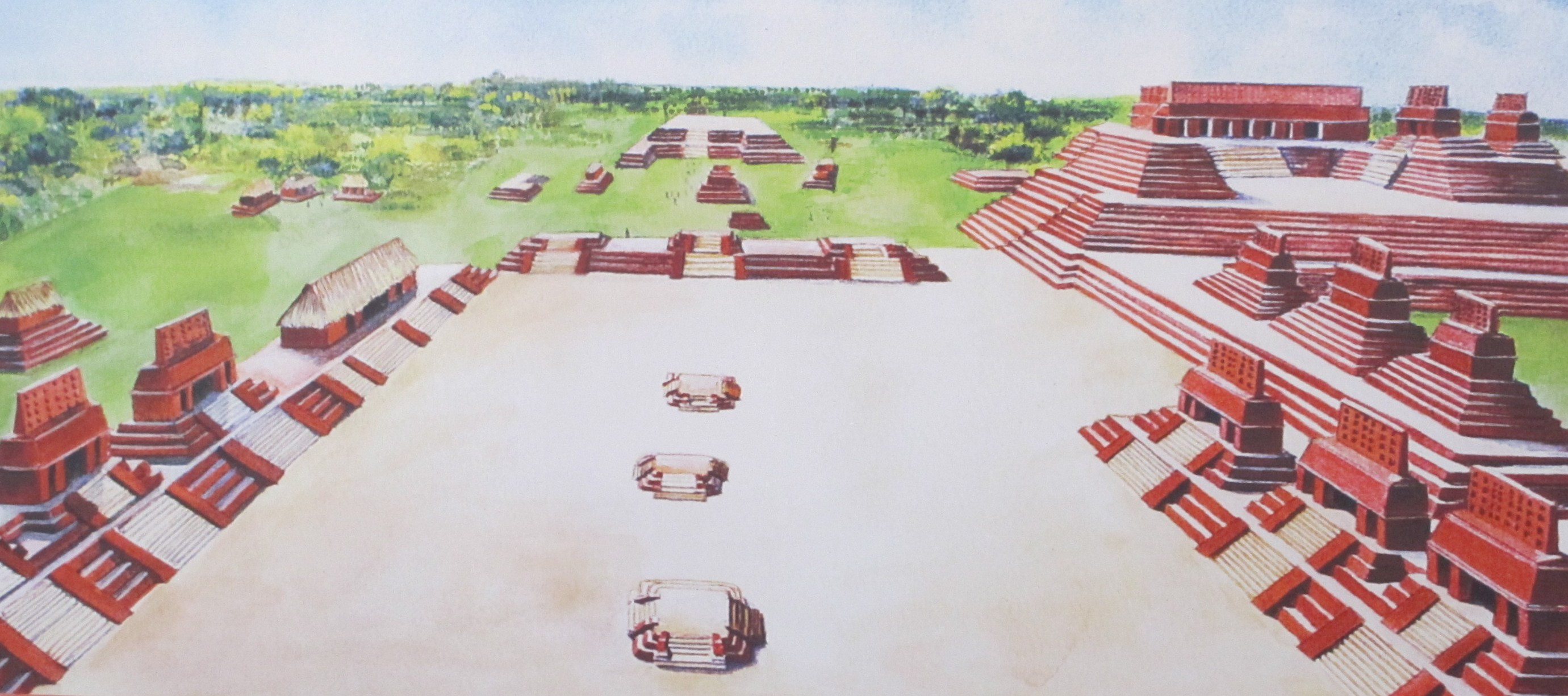
Recreación digital de la Plaza Norte desde la cima del Templo I. En el extremo superior derecho se aprecia La Gran Acrópolis y El Palacio. En esta plaza se realizaban grandiosos eventos de dedicación y actidiades rituales con ofrendas de sangre.

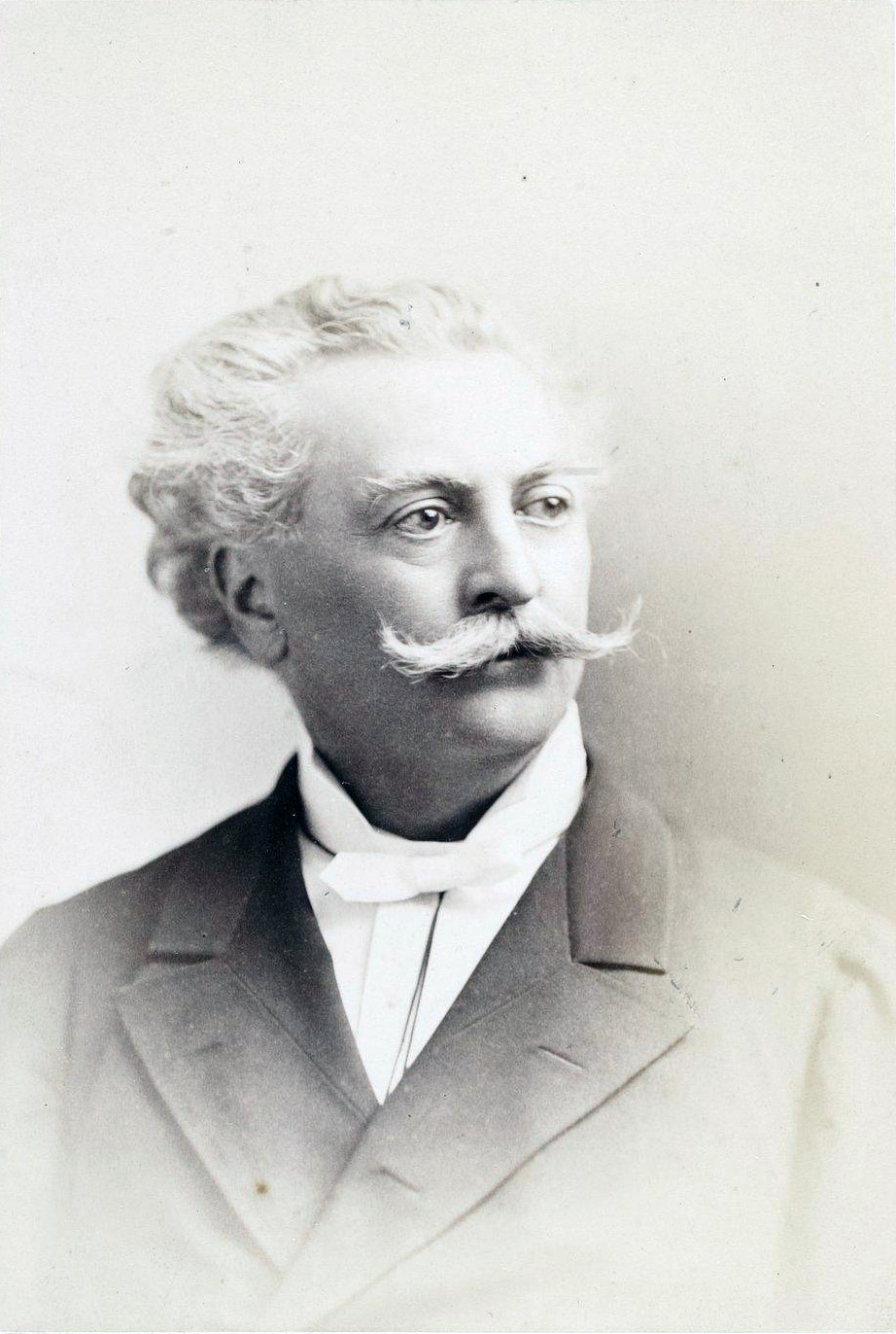
Désiré Charnay, primer explorador europeo de la ciudad maya de Comalcalco.

Comalcalco (del náhuatl: "Comalli" comal, "calli" casa y "co" lugar; "Lugar de la casa de los comales") es un sitio arqueológico de la civilización maya que se localiza en el municipio de Comalcalco; en el estado mexicano de Tabasco, a unos 60 km de Villahermosa. Su nombre original era Joy Chan que significa en maya: "Cielo Rodeado".
Las ruinas constituyen una necrópolis del período clásico maya (del siglo I a. C. al IX d. C.) construida con ladrillos y estuco de concha de ostión. Este sitio está considerado como el más occidental de la cultura maya, y se desarrolló entre los años 700 a. C. y 900 d C 
El sitio arqueológico de Comalcalco se ubica en el área central de la Chontalpa, sobre la
ribera este del río Seco, entre los vestigios de lo que fue una inmensa selva tropical. La característica más notable de Comalcalco, es la utilización de ladrillos en sus sistemas constructivos, esto debido a la nula presencia de materiales pétreos en la región, además de ser el sitio maya más alejado hacia el oeste.
El asentamiento prehispánico, abarca una superficie de 72 hectáreas (7 km²), en donde se localizan los grupos arquitectónicos en los que se desarrollaron varios sistemas de construcción, entre los que destacan los basamentos erigidos con cuerpos de tierra compactada revestidos con un aplanado de cal de concha de ostión, así como construcciones de mampostería de ladrillos. Los edificios fueron decorados con modelados de estuco, los cuales fueron también pintados de colores como el rojo, azul, verde, amarillo y negro, de tal forma que los ladrillos no eran visibles.
En junio de 2011, el Instituto Nacional de Antropología e Historia (INAH), dio a conocer el descubrimiento del que podría ser el primer cementerio maya, al encontrar un total de 116 entierros funerarios con más de mil años de antigüedad, localizados en tres montículos de tierra en una extensión de 220 m² en la periferia de esta ciudad maya.
En noviembre de 2011, el Instituto Nacional de Antropología e Historia de México (INAH) mencionó el hallazgo de una segunda inscripción maya anunciando su famosa profecía del fin de una era del calendario maya, en la mítica fecha del 21 de diciembre del 2012, en una pieza conocida desde ahora como el “Ladrillo de Comalcalco”.
En Comalcalco se han encontrado en total tres tumbas y 14 entierros funerarios de los cuales 7 se encontraban dentro de urnas hechas de barro, así como el panteón descubierto en la periferia de la ciudad con 116 entierros.

## El nombre
Gracias al glifo emblema encontrado, ahora se sabe que nombre original de la ciudad fue ¨Joy Chan¨, que provienen del idioma maya y cuyo significado es ¨Cielo Rodeado¨ o Cielo Enrollado. El nombre actual de Comalcalco se dio porque cuando tribus de origen Nahuatl llegaron a la zona, la ciudad de Joy Chan estaba ya deshabitada, y al ver los edificios construidos de ladrillo, y como la palabra ladrillo no la conocían, lo más parecido que encontraron para describirla fue la palabra "comal", así que le llamaron "Comalli-Calli-Co", que significa: "Casa de los comales", por eso el nombre de esta ciudad maya esta en nahuatl.

## Descubrimiento

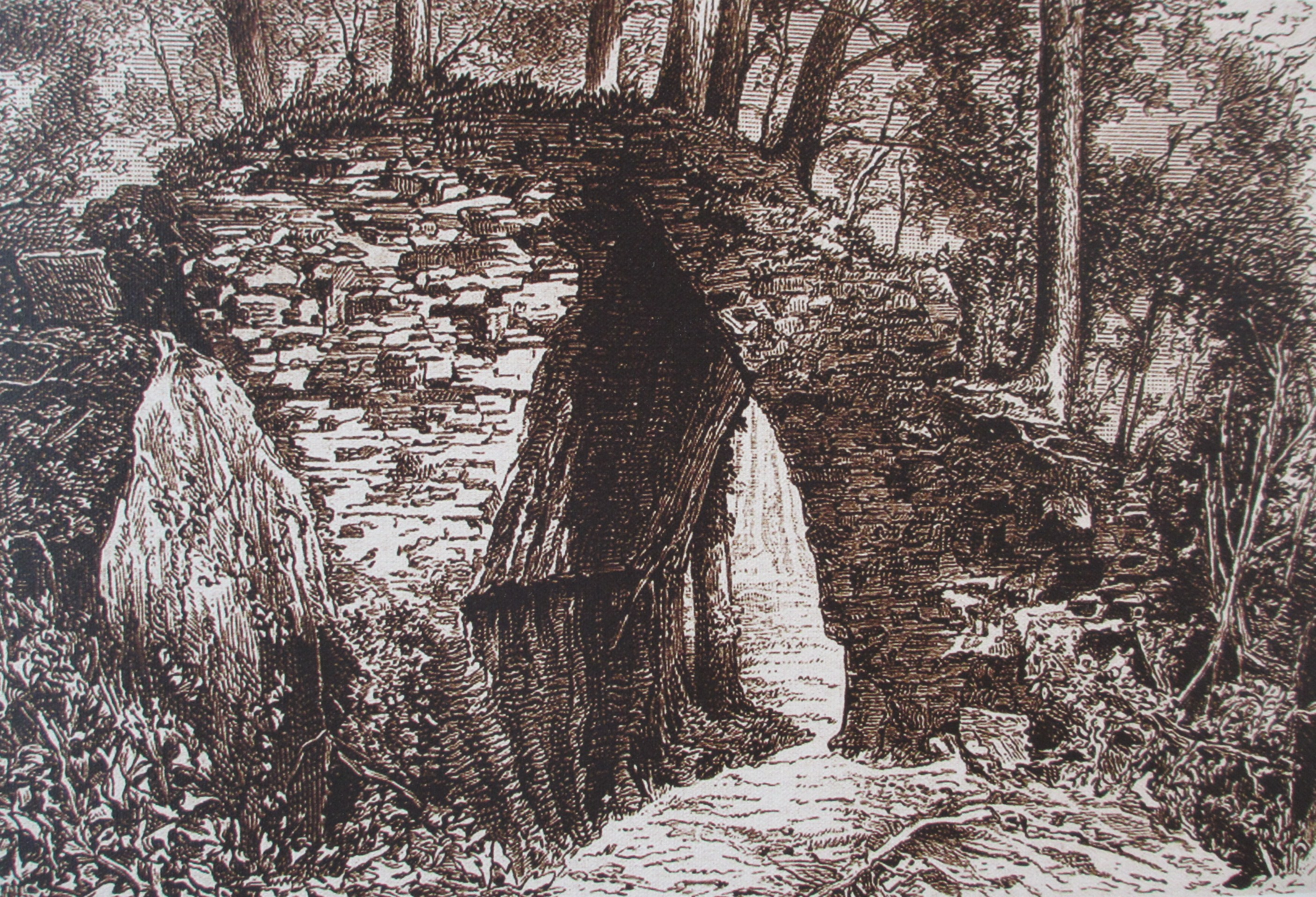
Litografía del francés Désiré Charnay cuando descubrió Comalcalco en 1880.

El lugar fue dado a conocer por el explorador francés Désiré Charnay quien estuvo en el sitio del 12 al 22 de septiembre de 1880, y publicó varios artículos en la revista North American Review entre 1880 y 1882, así como en su libro "Les anciennes villes du Nouveau Monde" en 1885. Además de la descripción, Charnay elaboró un mapa de lo que él llamó "Montículo principal", y que hoy es conocido como "La Acrópolis", en el que localizó el Palacio, los templos 4 y 5 que él identificó como "torres semejantes a las de Palenque", así como otros dos montículos más.
A partir de entonces Comalcalco fue visitado por numerosos viajeros como Frans Blom y Oliver La Farge en 1925. Aunque en 1892 se hicieron algunas excavaciones, no fue sino hasta 1956 cuando dieron inicio las investigaciones a cargo de especialistas mexicanos y norteamericanos como: Ekholm, Román Piña Chan, Andrews y Peniche.

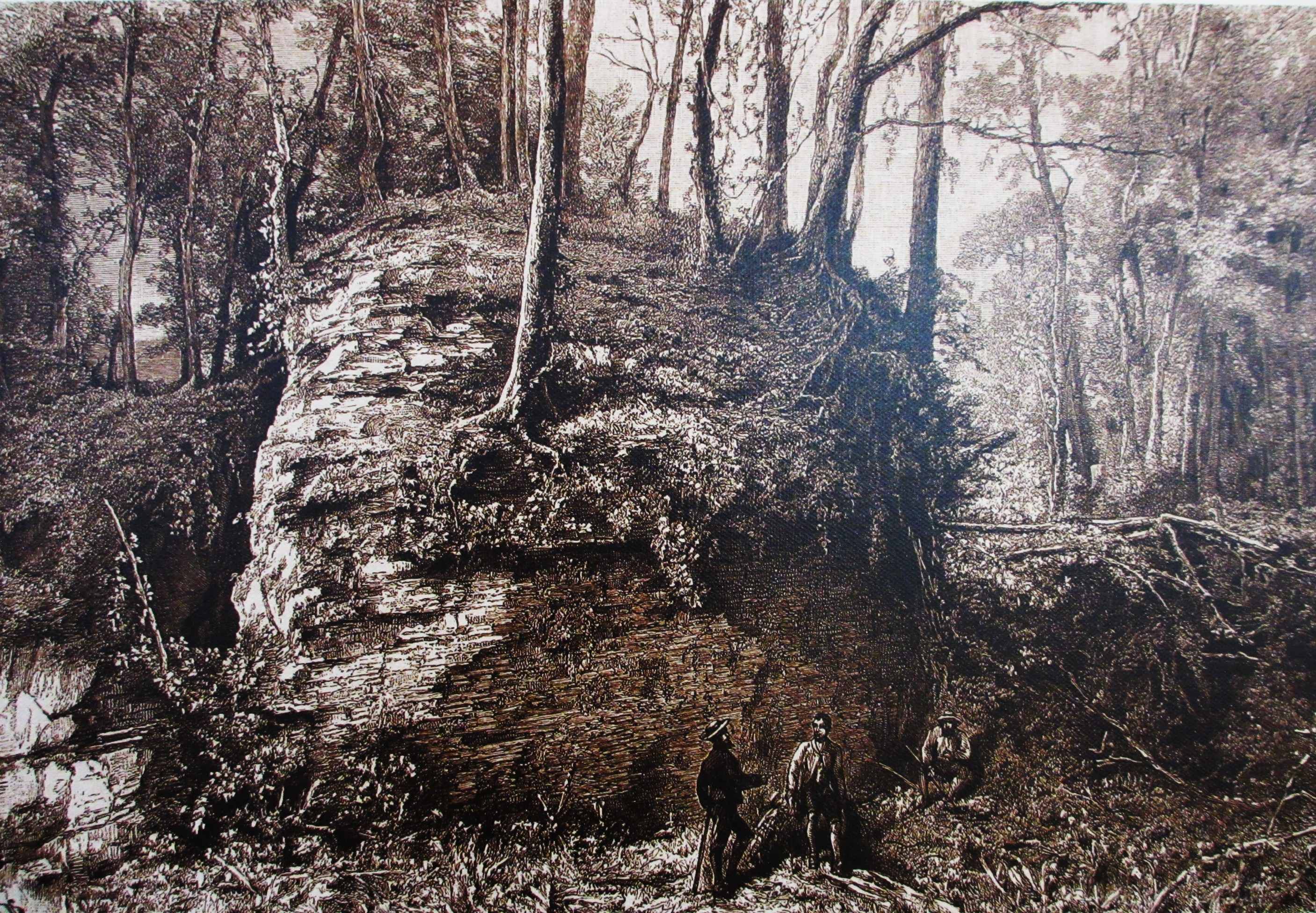
Otra litografía del descubrimiento de Comalcalco, realizada por Désiré Charnay en 1880.

## Exploraciones
Pedro Romero Torres  1892
Pedro Romero realizó las primeras excavaciones después de que el sitio fuera descubierto y dado a conocer por el francés Désiré Charnay en 1880. Los trabajos de Romero se concentraron en la base de la Gran Acrópolis en 1892. Los resultados de estos trabajos arqueológicos fueron fundamentales pues revelaron la existencia de dos tipos de sistemas de construcción en la arquitectura monumental, siendo el más antiguo elaborado con basamentos de tierra compactada, recubiertos con gruesos aplanados de mortero (hecho de cal de concha de ostión quemada). Sobre estos cuerpos se erigieron templos y estructuras habitacionales pero con mampostería de ladrillo, lo que constituye un segundo sistema constructivo, aunque más tardío.
Desafortunadamente, las imágenes que ilustraban el trabajo del capitán Romero, se extraviaron cuando le fue robado su maletín en la ciudad de Puerto México, Veracruz.
Expedición de Frans Blom y La Farge 1925

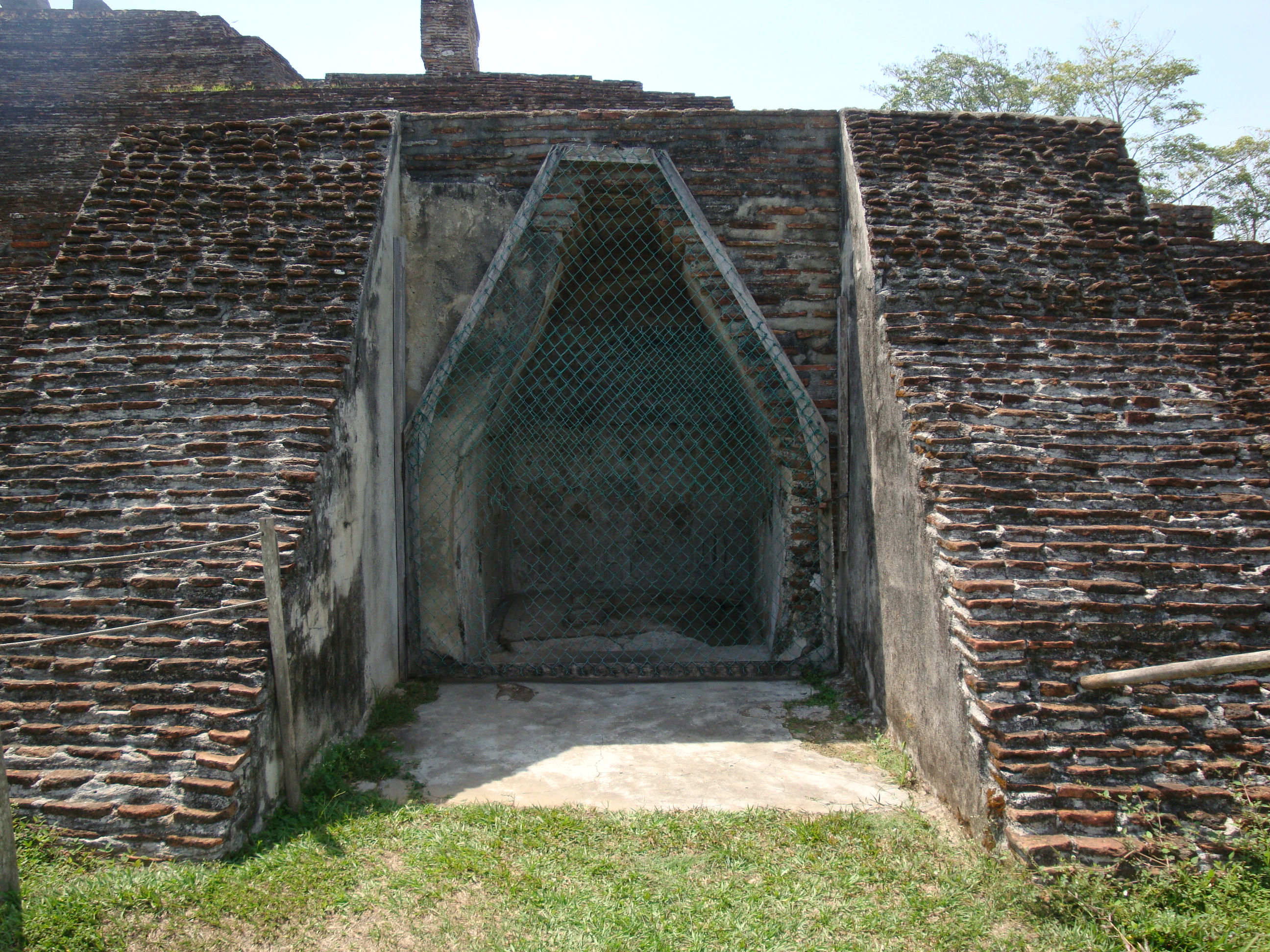
Tumba de los "Nueve Señores de la noche", descubierta por Blom y La Farge en 1925.

En 1925 llegaron a Comalcalco el arqueólogo Frans Blom y el etnólogo Oliver La Farge. A estos investigadores se debe la elaboración del primer plano del área central que incluía la Plaza Norte, así como la elaboración de distintas e inéditas tomas fotográficas y litografías de los edificios de la Gran Acrópolis. Corresponde también a estos científicos el descubrimiento de una cripta funeraria, llamada "Tumba de los nueve señores de la noche" debido al número de personajes representados. Estas esculturas modeladas en estuco, contaban con algunos cartuchos glíficos refiriendo el nombre de las personas que formaban parte del séquito del "Kujjul Ajaw" o "Divino Señor" allí sepultado. Las descripciones de estos trabajos fueron publicadas en el libro: "Tribus y Templos" editado en 1926.
Los trabajos de Gordon Ekholm y Edwin Litman 1956-1957
En 1956 llegaron a investigar el sitio procedentes del Museo de Historia Natural de Nueva York. Los investigadores excavaron el lado sur del Templo VII, donde descubrieron la fachada principal de un edificio con cuerpos escalonados y decorados con mascarones y figuras hechas en estuco.
Los trabajos de Román Piña Chan 1960
El Dr. Román Piña Chan realizó una excavación arqueológica en la fachada sur del Templo VI. Durante esta investigación se pudo recuperar la escultura arquitectónica que representa al Dios Kinich Ajaw, así como el rostro de un personaje barbado con una banda frontal decorada con esferas de algodón, hoy exhibida en la sala maya del Museo Nacional de Antropología e Historia en la Ciudad de México.
Con el objeto de proteger la cripta funeraria descubierta por Blom y La Farge, realizó el cerramiento de la bóveda tumba, la cual había quedado expuesta desde su descubrimiento en 1925.
Los trabajos de George F. Andrews 1966
Hasta mediados del siglo XX, Comalcalco era reconocido por su particular sistema constructivo a base de mampostería de ladrillos, así como por los tres edificios funerarios descubiertos. Sin embargo la extensión del sitio y su conformación era una incógnita. Gracias a las labores realizadas en 1966 por George F. Andrews y su equipo de especialistas procedentes de la Universidad de Oregón, fue posible contar con el primer plano topográfico del asentamiento, el cual reveló que el área principal del sitio tenía una extensión de 72 hectáreas.

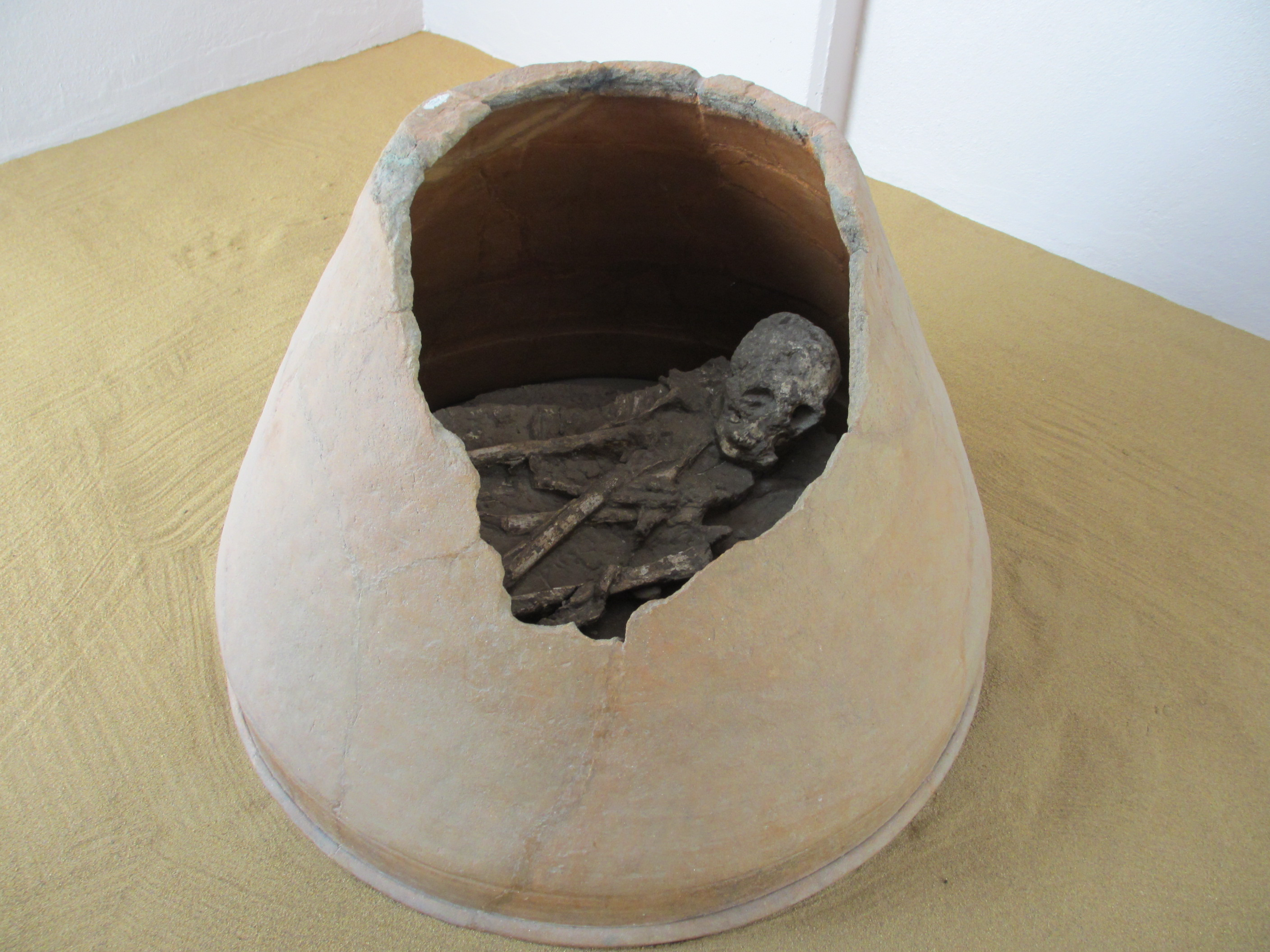
Una de las siete urnas funerarias descubiertas por Francisco Cuevas y Mario Pérez-Campa en 1991.

Con base en este trabajo, se publicó el primer libro dedicado al sitio arqueológico de Comalcalco titulado: "Comalcalco, Tabasco, México; An Architectonic Survey", el cual incluía más de una docena de planos topográficos, dibujos, fotografías y un interesante texto que resaltaba la importancia del sitio.
Los trabajos de Ponciano Salazar Ortegón 1972-1982
Ponciano Salazar dirigió sus esfuerzos durante diez años a la excavación y conservación intensiva de cuatro templos en la Plaza Norte, así como en tres de las construcciones palaciegas de la Gran Acrópolis. Durante esta temporada de trabajo, es cuando se logró reunir la mayor parte de la colección de ladrillos grabados.
Los trabajos de Francisco Cuevas y Mario Pérez 1991
En 1991, los arqueólogos Francisco Cuevas y Mario Pérez-Campa iniciaron la excavación y liberación del 'Templo IIIA en la Plaza Norte. Gracias a estos trabajos fue posible consolidar la edificación en su parte más antigua hecha de núcleos de tierra y recubrimiento de estuco. Durante este proceso, descubrieron y excavaron catorce entierros humanos, de los cuales siete habían sido colocados al interior de grandes urnas funerarias elaboradas en barro.

## Historia
Comalcalco es un asentamiento prehispánico edificado y habitado por los mayas, que tuvo su apogeo entre el año 800 a. C es decir, hacia el final del periodo Preclásico(200-850 a. C.) y los inicios del Clásico (850 d. C). La ciudad surgió a la vez que Palenque y Yaxchilán. Sin embargo, las evidencias más tempranas de ocupación corresponden a poblados costeros de pescadores y cultivadores durante el período Preclásico.

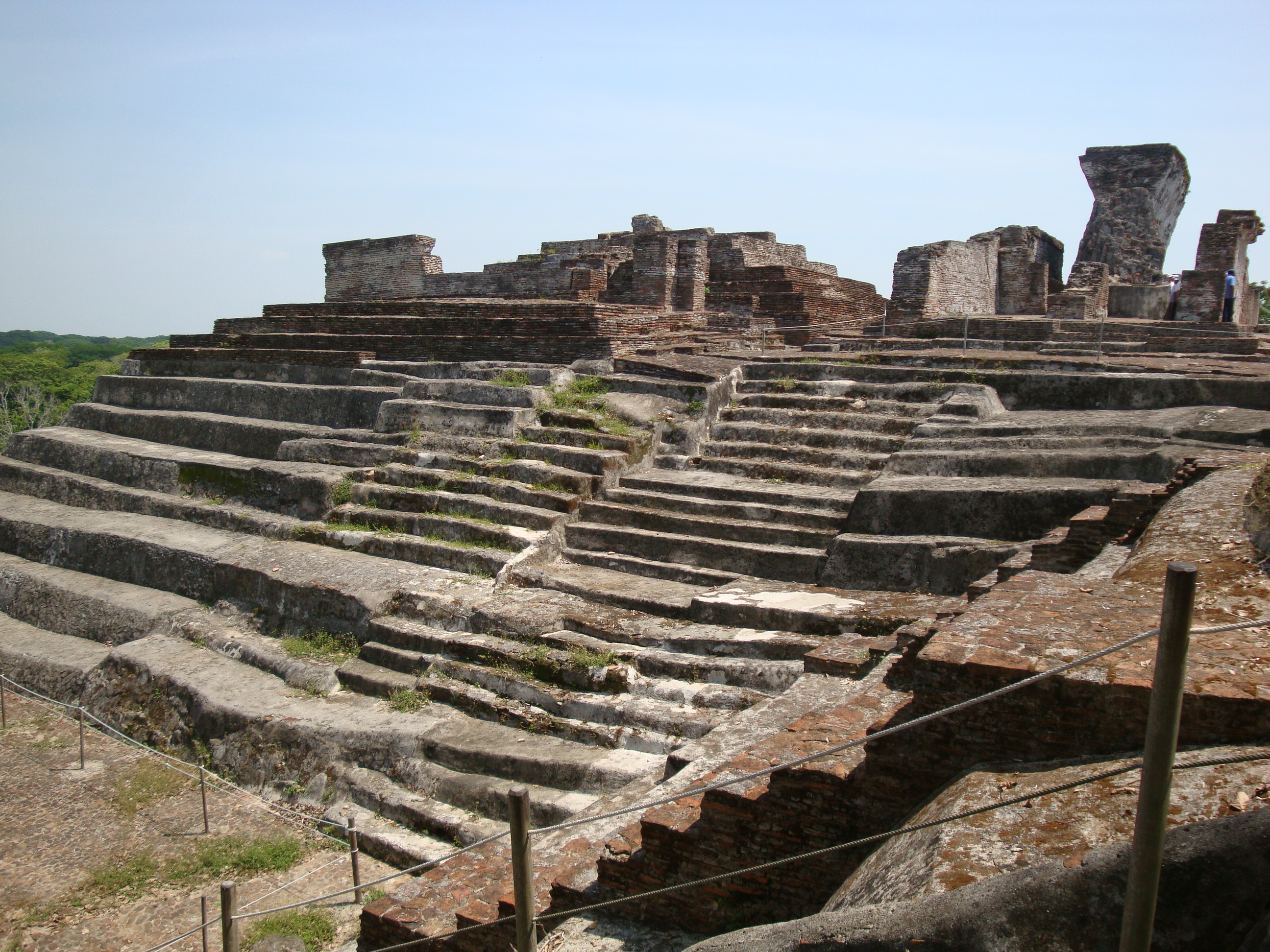
Estructura 5. Se aprecian dos épocas constructivas: La primera de tierra y estuco y la segunda de ladrillo en la parte superior.

En Comalcalco se distinguen dos épocas constructivas. La primera, cuando a partir del Preclásico superior, se inicia la edificación de construcciones de tierra con recubrimientos de estuco. Y la segunda época se da durante el período Clásico tardío, cuando se inicia el apogeo del sitio, manifestándose con la construcción de edificios de ladrillo y estuco, que fueron edificados sobre las antiguas construcciones de tierra.

### Periodo Preclásico (2000 ac-250 dc)
Las evidencias más tempranas de ocupación corresponden a poblados costeros de pescadores y de cultivadores durante el periodo Preclásico. Durante este período y ante la falta de piedra, los pobladores de la época prehispánica usaron la tierra como material de construcción para los basamentos piramidales, y la madera y las hojas de palma en la construcción de paredes y techumbres desde el inicio de la ocupación humana, hacia 800 años a. C. y hasta el siglo VII d. C.
A partir del Preclásico superior se inicia la edificación de construcciones de tierra con recubrimiento de estuco. Hacia el año 600 a. C. Comalcalco ya era una población bien estructurada.

### Periodo Clásico (250 dc-909 dc)
A partir del 250 d. C., los mayas de Comalcalco iniciaron la construcción con ladrillos de barro cocido unidos con argamasa de cal y arena. La cal fue elaborada a partir de la cocción de grandes cantidades de conchas de ostión, provenientes de la Laguna de Mecoacán y otros lugares cercanos. Solo entonces, fue posible construir los templos con bóvedas y cresterías que caracterizan la arquitectura maya.

#### Esplendor

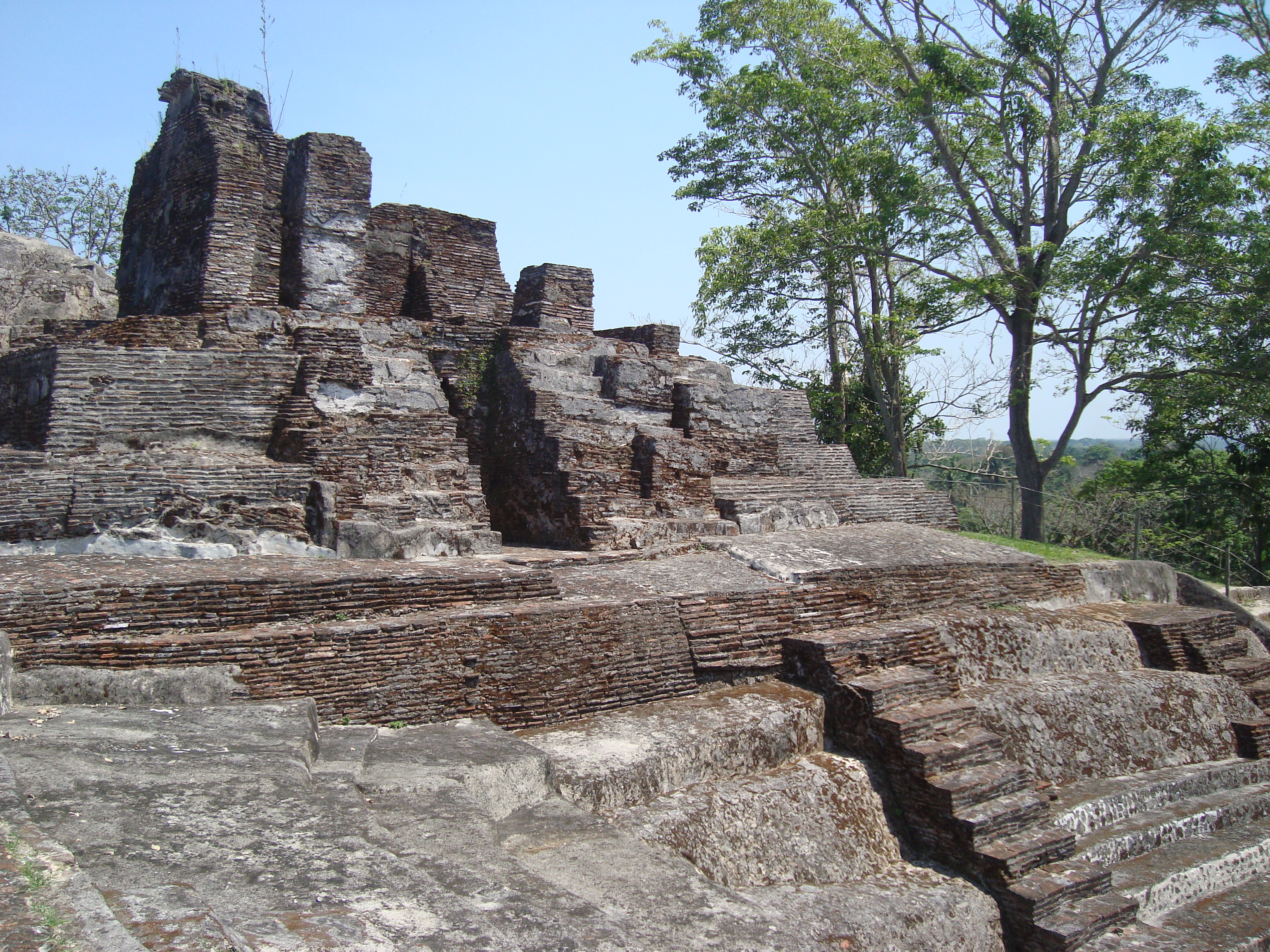
Templo IV.

Joy Chan (Comalcalco) fue la ciudad maya más importante de la región noroccidental durante el lapso que abarcó de los años 550 al 900 d. C., convirtiéndose en un importante y estratégico punto comercial en la región de la Chontalpa. Su situación geográfica próxima a la entonces margen derecha del río Mazapa-Mezcalapa o Dos Bocas (hoy río Seco), le proporcionó una posición privilegiada para el tráfico interregional de mercancías entre la costa del Golfo de México y la península de Yucatán respecto al área del río Usumacinta, así como del Altiplano central y el extremo norte del Golfo de México.

#### Guerras contra Tortuguero y Palenque
Esta importante posición estratégica de la ciudad, motivó el desarrollo de diversas guerras entre ciudades mayas por el domínio y control del sitio. El Monumento VI, actualmente en el Museo Regional de Antropología Carlos Pellicer, habla del Señor de Tortuguero, cuyo nombre era Balam A Jaus, quien tenía una alianza con el señorío de Palenque, muy probablemente a través de lazos sanguíneos, para extender su poder en la región, hizo diferentes guerras durante su reinado, apresando al Señor de Comalcalco llamado Och Ballam, "el Sagrado Señor de Joy Chan"; la estela deja ver que fue un baño de sangre ocurrido el 22 de diciembre de 649 d. C.; a partir de entonces, Joy Chan quedó sujeta a la esfera política de Tortuguero.
Al caer el Señorío de Comalcalco, a mediados del siglo VI d. C., el tributo pasó a los nuevos gobernantes asentados en Tortuguero. Balam A Jaus, Señor de Tortuguero, nombra a su hijo como nuevo gobernante en Comalcalco.

#### Abandono
Comalcalco, al igual que muchas otras ciudades del mundo maya, fue abandonada alrededor del año 900 d. C., durante el llamado colapso maya, constituyendo uno de los mayores misterios de la arqueología. Entre los años 800 al 900 d. C., las ciudades mayas de las tierras bajas del sur de Mesoamérica, entraron en un proceso de declinación siendo abandonadas poco después. Las diferentes teorías apuntan a varias posibilidades como el cambio climático que originó sequías, inundaciones y falta de alimentos, a una rebelión campesina, a diversas enfermedades y epidemias o al colapso de las rutas comerciales.

## Descripción del sitio

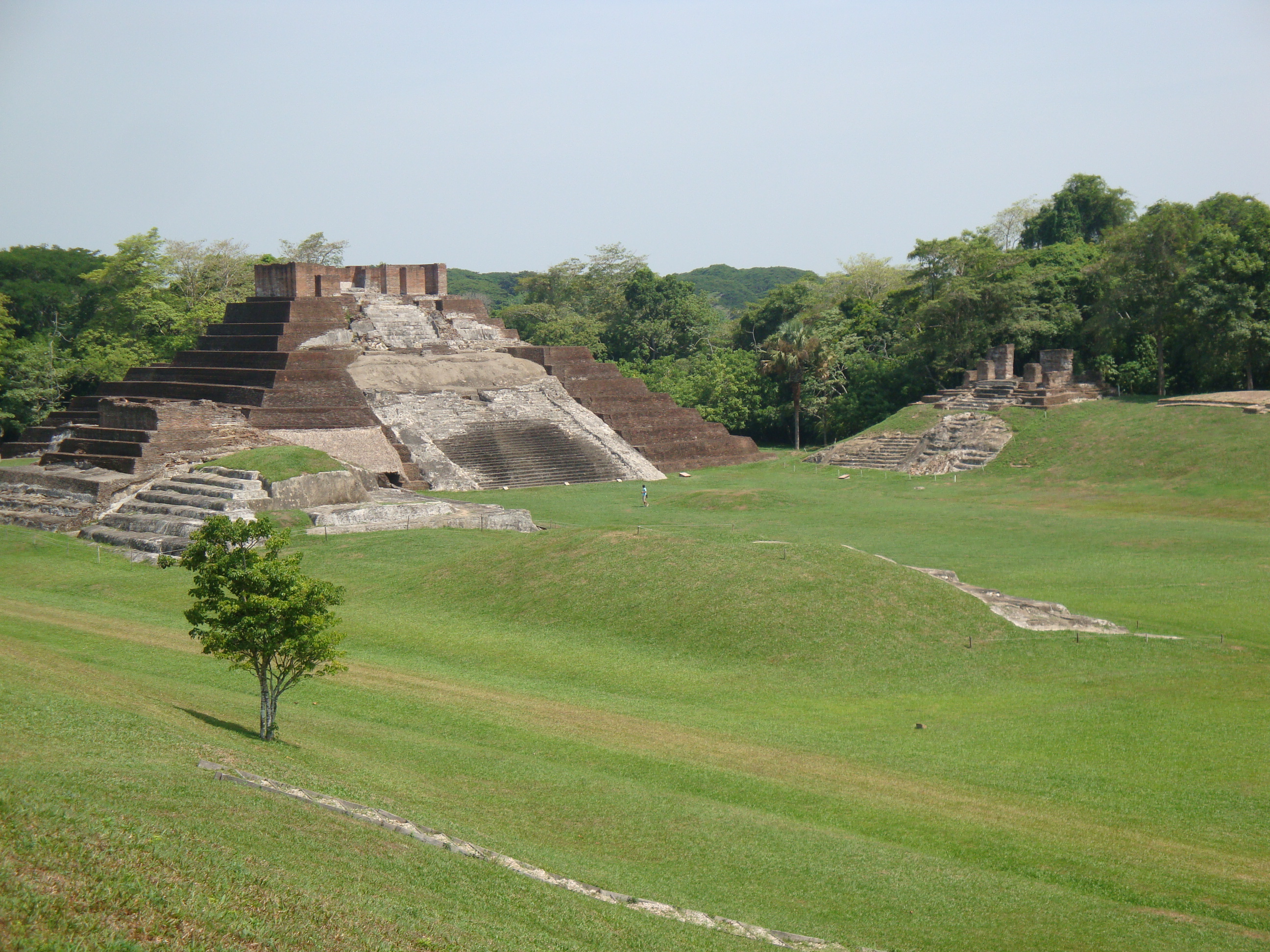
Edificios de la Plaza Norte.

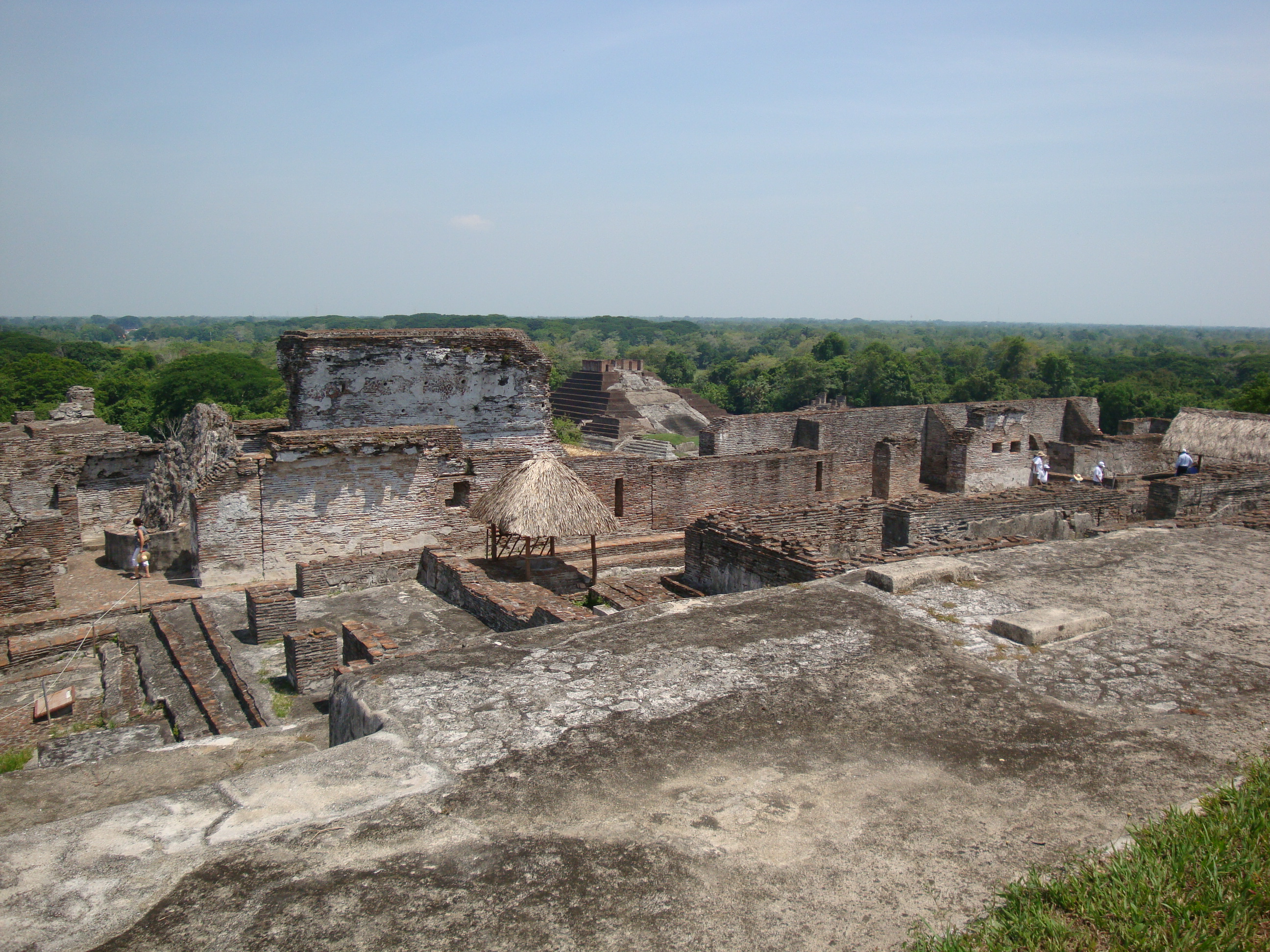
Edificios de "La Gran Acrópolis".

La arquitectura de Comalcalco, es un ejemplo del tipo de construcción maya que se desarrolló en la llanura costera de Tabasco durante el período Clásico. Su característica más sobresaliente es que los edificios fueron construidos con ladrillo, el empleo de este le da un aspecto diferente al de otros sitios que muestran construcciones con piedra.
El gran desarrollo tecnológico de los arquitectos mayas es evidente con el descubrimiento de una intrincada red de tubos de barro para drenar el área. Una particularidad interesante en los materiales con los que fueron construidos los edificios, es que los ladrillos utilizados muestran, en una de sus caras, diversos motivos decorativos, ya sean diseños antropomorfos, zoomorfos, epigráficos, simbólicos, geométricos o arquitectónicos. Las piezas fueron decoradas mediante técnicas como incisión, pintura, modelado o pastillaje.
En Comalcalco se construyeron grandes edificios cuyos vestigios atestiguan una arquitectura monumental, semejante a la de otros sitios arqueológicos del período Clásico Maya, pero distintos por el material de construcción empleado.
En cuanto a la distribución de los edificios, no parece existir un patrón de organización en el sitio, ya que no puede hablarse de un eje a partir del cual se haya construido la ciudad, como sucede en otros lugares. En lugar de ello, se observan varios grupos de construcciones que delimitan plazas con una orientación aproximada a los puntos cardinales.
Los templos y las casas habitación, fueron erigidas sobre elevaciones hechas artificialmente con tierra mezclada con cascajo de concha de ostión y recubiertas de estuco.
En el área monumental de Comalcalco se distinguen tres grupos arquitectónicos: la Plaza Norte, la Gran Acrópolis y la Acrópolis del Este. Aunque se encuentran muy cerca uno de otro, cada conjunto muestra un ordenamiento propio. En todos ellos se observan edificios monumentales. Destacan 16 edificaciones correspondientes a espacios de culto, templos y administración, así como estructuras residenciales.

### Conjunto Plaza Norte
Es una serie de construcciones que delimitan una explanada en forma rectangular cuyo eje longitudinal se orienta de este a oeste, sobre este mismo se construyeron tres pequeños altares no explorados aún. El acceso principal a esta plaza se localiza en el extremo sureste, en donde se observa un gran claro desprovisto de construcciones. Otros accesos secundarios se localizan en las esquinas de la plaza en forma de pasillos estrechos entre las estructuras arquitectónicas.

#### Templo I

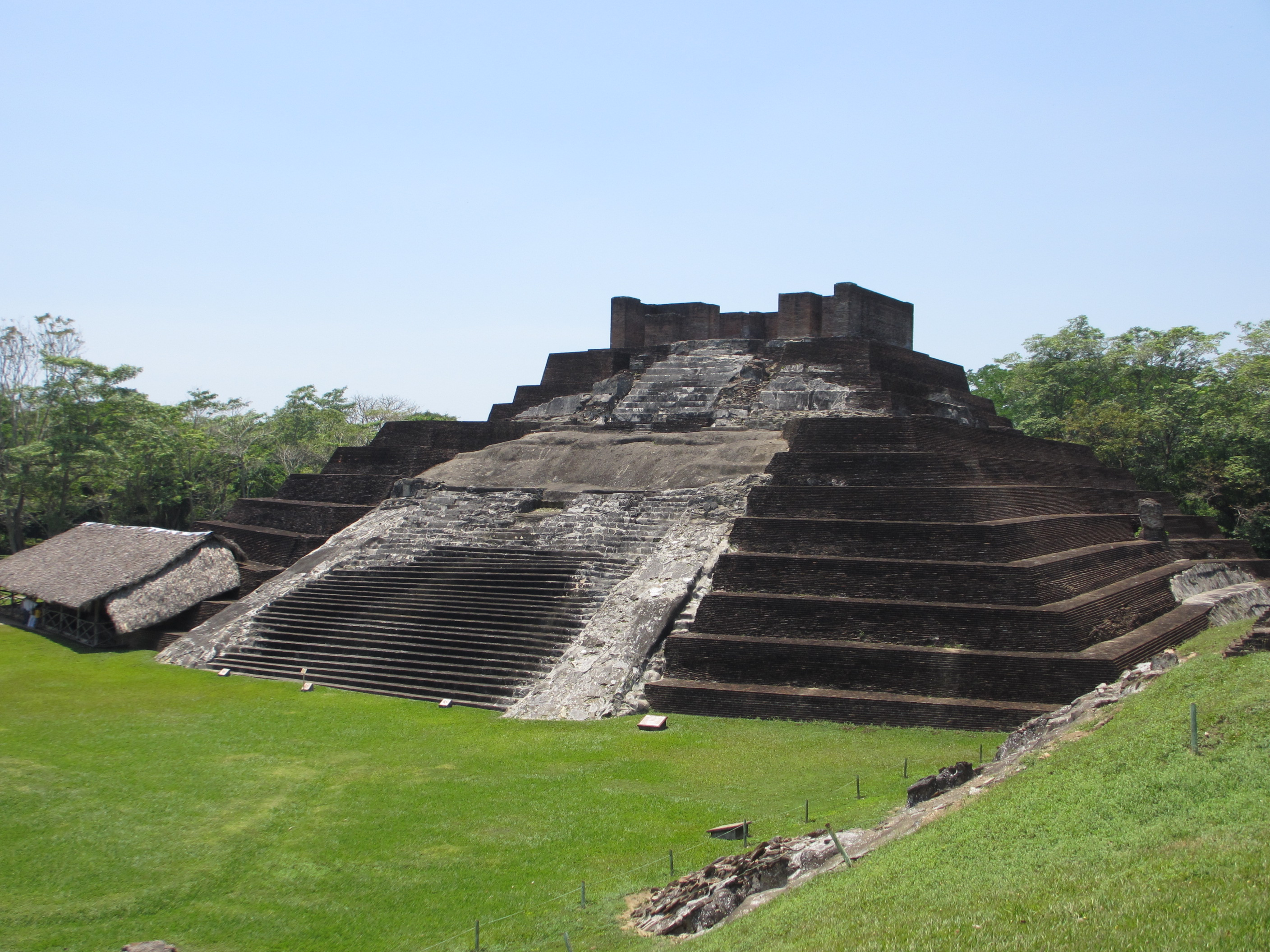
Templo I.

Está localizado en el extremo oeste de la Plaza Norte. Es el de mayores dimensiones y se eleva unos 20 m sobre el nivel de la plaza. En él se observan dos épocas constructivas sobrepuestas. De la más antigua elaborada con un núcleo de tierra cubierta con un aplanado de estuco, se encuentra expuesta la escalinata central formada por treinta y cuatro peldaños y delimitada con alfardas.
En la esquina sureste del primer cuerpo del basamento, se sobreponen cuatro capas de estuco decoradas con figuras modeladas con el mismo material. Aunque la mayoría de las figuras se encuentran fragmentadas, se conserva en buen estado una figura de un personaje recostado sobre una banca que es tomado de los cabellos por otro individuo del que solo quedan un brazo y las piernas, correspondientes a la segunda capa.
La segunda época constructiva consiste en una pirámide escalonada con muros en talud construidos con ladrillos y conformada por doce cuerpos. Hasta el octavo cuerpo se asciende por una amplia escalera delimitada con alfardas, ahí existe una entrecalle amplia. A partir de este punto, se localizan tres cuerpos más de dimensiones similares y uno de altura mucho menor. Esta sección del basamento posee una escalinata de dimensiones reducidas y anchura menor que tiene sobre sus primeros peldaños una escultura elaborada en basalto que presenta un cráneo.
El templo ubicado en la parte superior de la pirámide consiste en dos cuartos alargados de forma rectangular y actualmente sin techo. Al primero se entra a través de un pórtico de tres entradas delimitadas por los muros laterales del edificio, así como dos pilares rectangulares, siendo la entrada central de mayor amplitud que las otras dos. El segundo cuarto se ubica en la parte posterior del primero y posee como acceso un solo claro tan amplio como la entrada principal. Al fondo se construyó un altar cuyo frente da a la entrada central, éste consiste en una banqueta de poca altura de la cual se levantan dos muros que posiblemente sostuvieron un techo, a semejanza de los altares interiores de Palenque. El techo del templo se derrumbó, pero por los restos existentes puede afirmarse que su exterior estuvo decorado con figuras modeladas en estuco.

#### Templo II

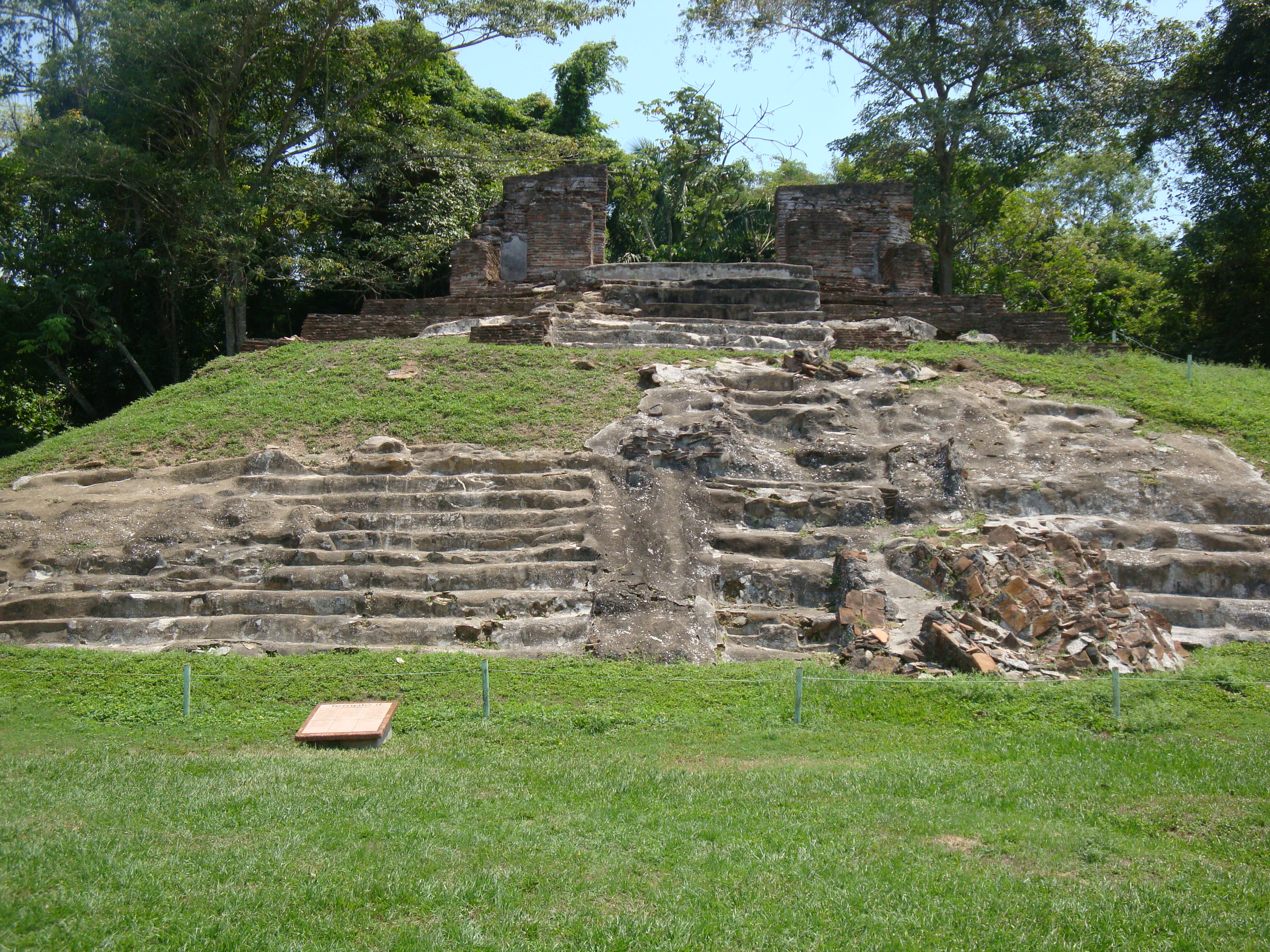
Templo II.

Es un conjunto que delimita el lado norte de la plaza. Está conformado por estructuras conectadas en un eje este-oeste, cuyo extremo noreste ya ha sido explorado, dándosele el nombre de Templo II.
Este conjunto se encuentra muy deteriorado y solo es posible observar en su fachada principal, el inicio de una escalinata dividida por una alfarda central que abarca casi toda la extensión de la estructura. El basamento está construido con un núcleo de tierra apisonada recubierta con estuco. Algunos restos de ladrillos sobre el basamento indican que se derrumbaron de la parte superior.
El primer grupo de escalinatas termina en una terraza de 2.15 m de ancho que corresponden a una época posterior, construida de ladrillos. A partir de esa terraza, continua una pequeña escalinata de cuatro peldaños, que termina en la entrada principal del templo, cuyos cuartos tienen la misma distribución que la de los otros templos.

#### Templo III

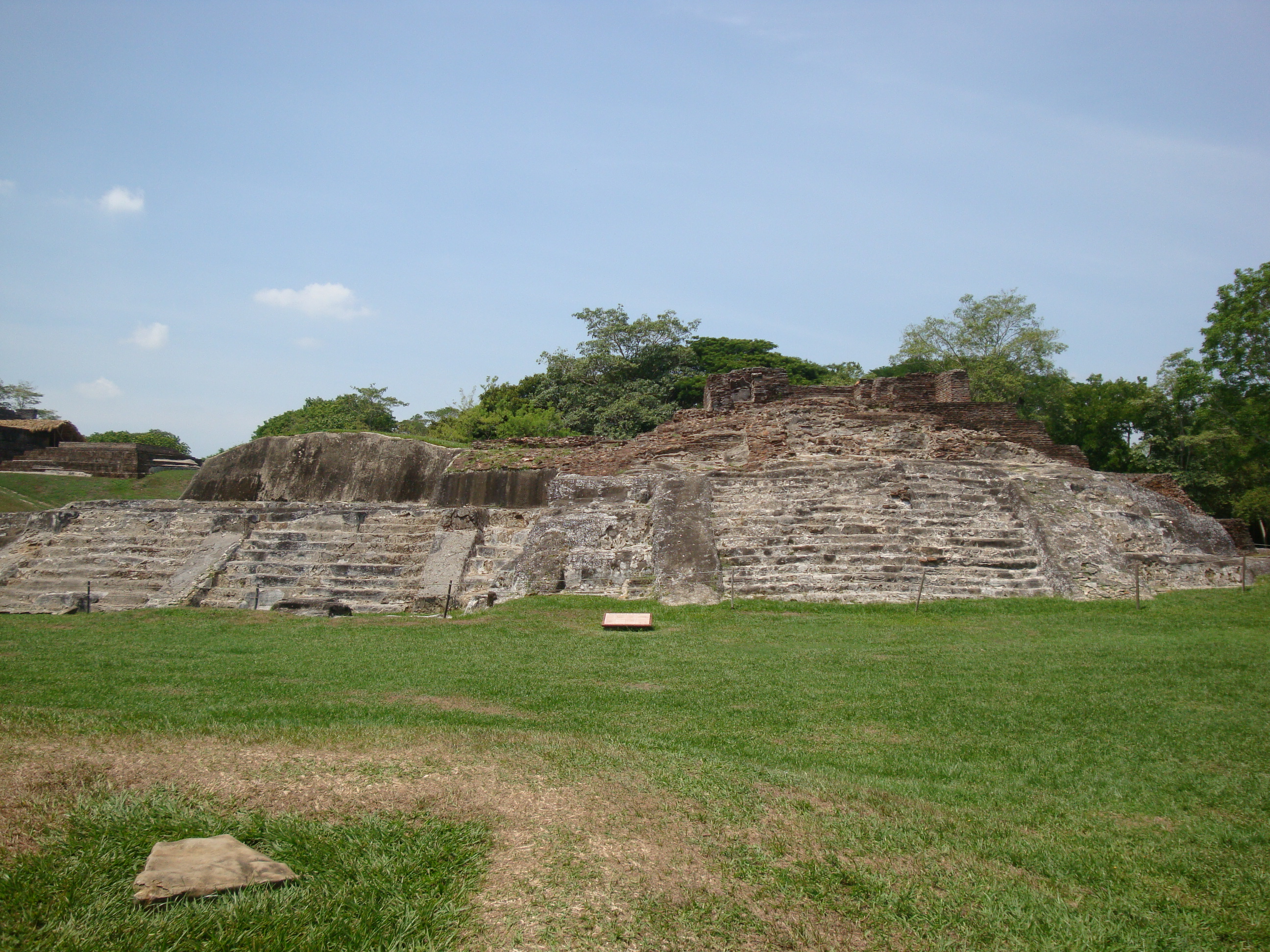
Templo III y III-A.

Se trata de una estructura piramidal que consta de tres etapas constructivas visibles. De la más antigua se observa únicamente su fachada principal y probablemente formó parte del frente de las otras dos etapas constructivas. Esta construcción tiene tres cuerpos escalonados en talud y escalinata central delimitada con alfardas. Los escalones tienen recubrimiento de estuco y algunos fueron recubiertos con ladrillos.
La segunda etapa constructiva tiene también tres cuerpos escalonados en talud y solo es visible en la esquina suroeste.
La última etapa fue construida con ladrillos hasta formar cinco cuerpos, de los cuales quedan pocos vestigios, la fachada principal cuenta con escalinata de una anchura menor que la construida para la primera etapa y está delimitada igualmente por alfardas. Dicha escalinata da acceso a un par de cuartos con paredes de ladrillo, que al igual que el piso, están recubiertas por estuco. Este conjunto consta de un pórtico con pilastras que tiene una amplia entrada que da acceso a un cuarto sin techo, que tiene un altar colocado en la parte posterior dividiéndolo en tres partes. No se conoce el lado este de la pirámide, pues está unida a la estructura conocida como Templo III-B.

#### Templo III-A
Es un basamento parcialmente explorado, que por su sistema de construcción consistente en tierra apisonada con recubrimiento de estuco y concha de ostión, está mal conservado. En su estado actual, es difícil entender la disposición de sus elementos arquitectónicos.
En dirección este, junto a la escalera central se aprecia lo que posiblemente fue un cuarto en el que se observa un nicho y una banqueta. En general, la estructura aparece con cuerpos escalonados sin ningún orden. Paredes y pisos están recubiertos con una capa de estuco y concha. En la esquina noroeste se aprecian cinco niveles diferentes de piso.

### La Gran Acrópolis

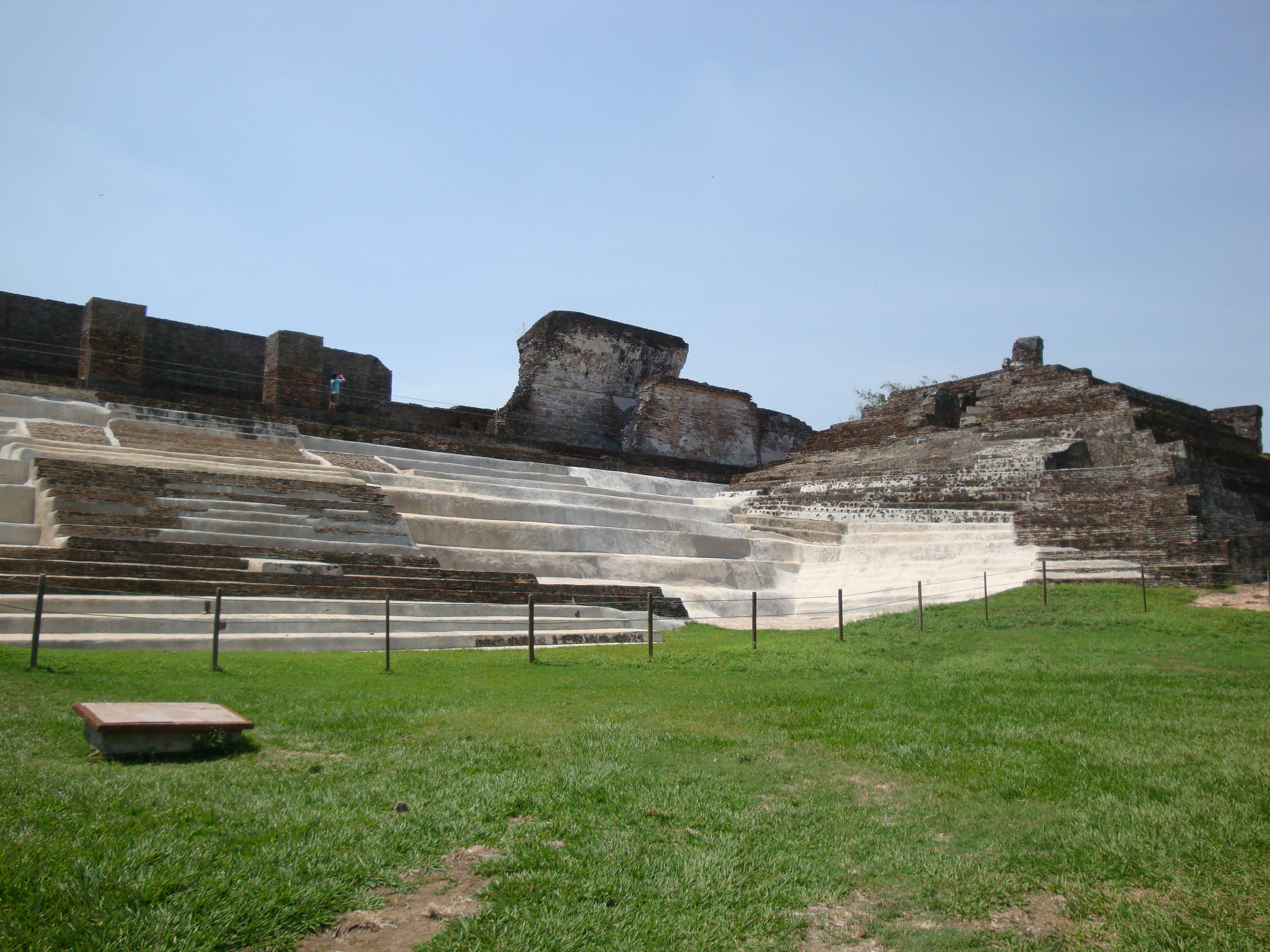
Fachada del Palacio y el Templo V, conjuntos pertenecientes a la "Gran Acrópolis", en la ciudad maya de Comalcalco, Tabasco.

Este conjunto representa la edificación continua de estructuras al paso del tiempo, las cuales se anexaban a las ya existentes de acuerdo con las necesidades de espacio de sus habitantes. Algunos templos poseen también una cámara abovedada de uso funerario en el interior del basamento sobre el que están edificados los templos, que desempeñan la doble función de templo y de tumba. Resaltan los patios, un altar al interior del Patio Hundido, así como el estanque localizado al este del Palacio.
Es un complejo arquitectónico que agrupa sobre un mismo basamento, una serie de edificaciones posiblemente civiles y religiosas, dispuestas en diferentes niveles. Consiste en una plataforma artificial con una altura máxima de 35 m y 175 m de longitud en la base del lado este, de forma aproximadamente rectangular. Su eje longitudinal está orientado en dirección norte-sur, y de sus esquinas noroeste y suroeste se desprenden dos basamentos anexos que se dirigen hacia el oeste, presentando todo el conjunto la forma de una "U", que delimita tres lados de una plaza. Sobre el basamento se encuentra una serie de templos, tumbas, terrazas y patios, pero sin duda la construcción más importante es el Palacio.

#### El Palacio

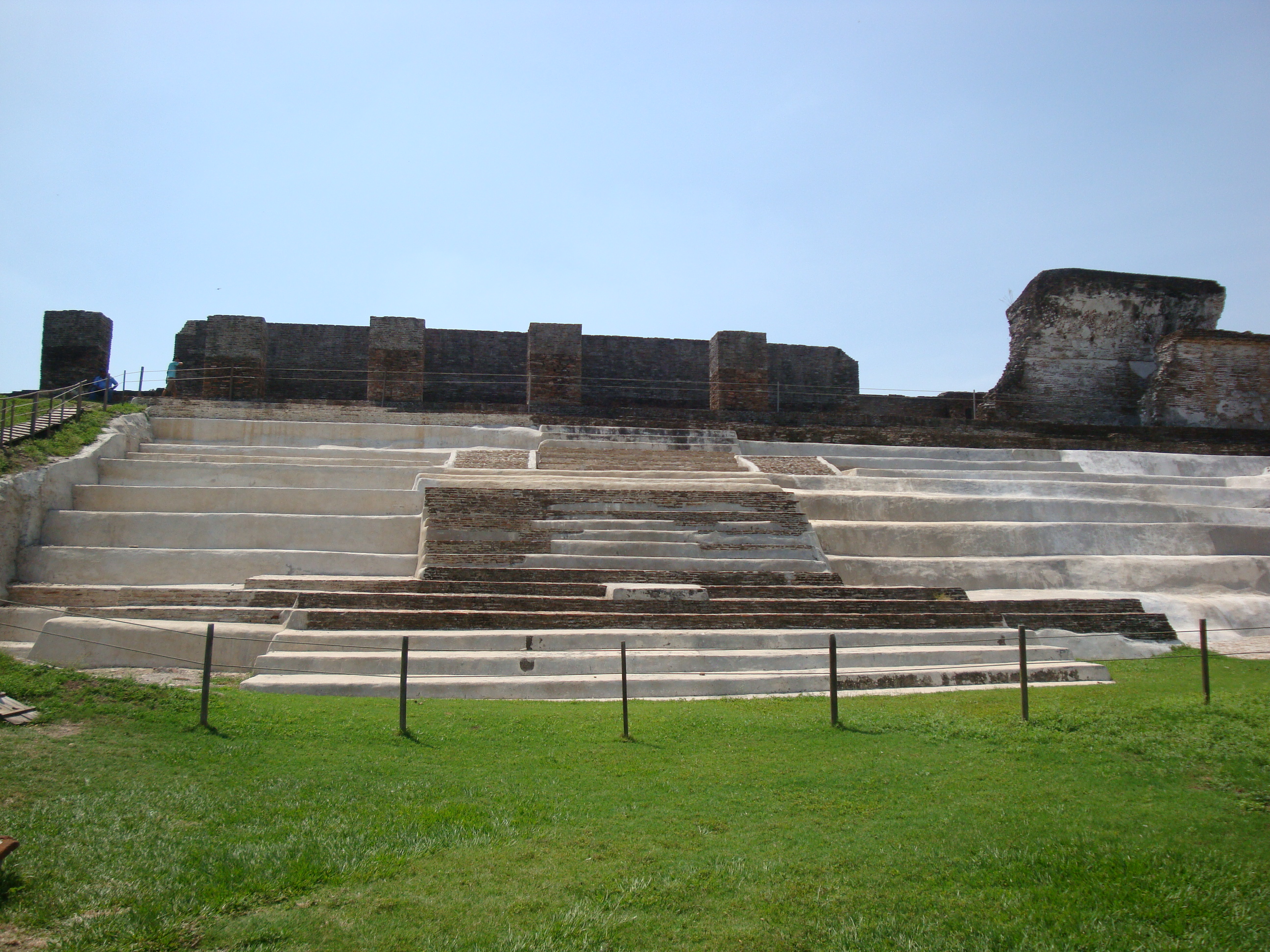
El Palacio.

Este edificio ocupa el centro del basamento y mide 80 m de largo, 8 m de ancho y una altura de 9 m. Se compone de dos galerías paralelas que van de norte a sur, con su fachada principal hacia el oeste. La galería oeste consiste en un vestíbulo con ocho claros de entrada, limitado por pilastras de planta rectangular. Los claros miden entre 2.50 y 4 m y el techo debió haber sido sostenido por dinteles de madera, según se aprecia en algunos detalles. Cabe mencionar, que hacia el extremo sur de la misma, se encuentra un altar apoyado contra la pared. Ambas galerías se comunican por medio de cinco claros abiertos sobre un muro central que las divide.
La galería este, posee seis cuartos, la mayoría de ellos tienen salida hacia la parte posterior del Palacio, y uno de ellos tiene un altar adosado al muro este. Como única decoración, el Palacio muestra en la actualidad cuatro pequeños nichos en el muro central, frente a la galería este. Muestra también unas horadaciones estrechas de forma rectangular, a manera de ventanas en el muro este y restos de pintura roja sobre las paredes. Del techo quedan unos cuantos vestigios sobre el muro central.

#### Patio Hundido
En la parte sur de la terraza de la Gran Acrópolis se encuentran varias estructuras dispuestas sobre banquetas, que delimitan un patio hundido: al norte, por medio de una estructura habitacional (Estructura 2), al este por la Estructura 3, al oeste por la parte posterior del Palacio y al sur con el Templo IV. Dicho patio mide 23 m de largo y 11 m de ancho.
Bajo el piso de este patio, se detectó la presencia de una compleja red hidráulica, formada por tubos de barro embonados, que conectados a canales abiertos, permitían drenar el agua del grupo de edificios y pasillos localizados en la cima de la Gran Acrópolis.

#### Estructura 1

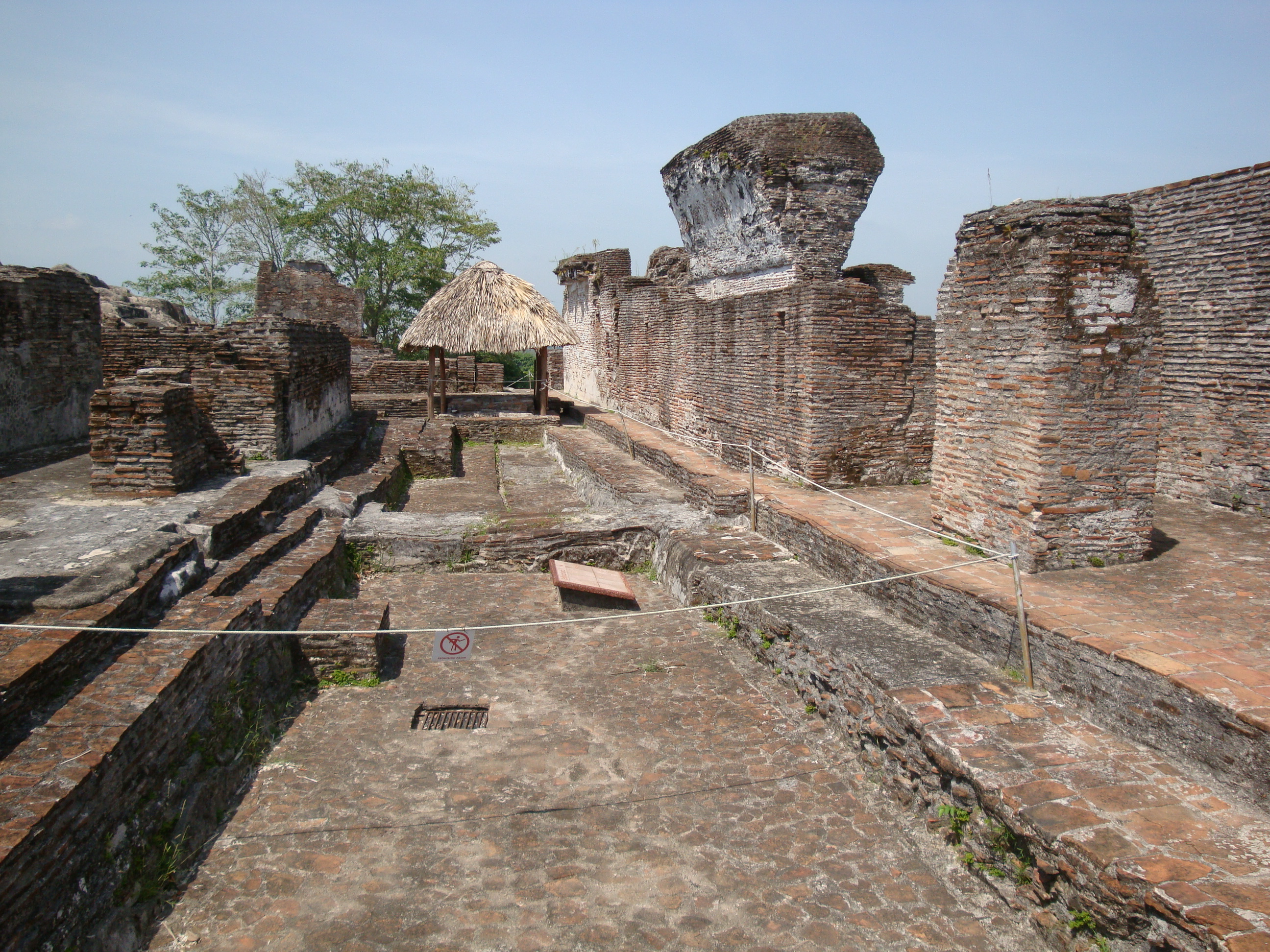
Estructura 1.

Esta estructura está compuesta por dos cuartos paralelos de mampostería, construidos sobre una banqueta y orientados de sur a norte. Las paredes conservan aún restos de pigmento rojo. La fachada principal con pórtico se localiza al oeste y mira hacia un pasillo que la comunica con el Palacio. Tiene además otra pequeña entrada con una corta escalinata que da al norte en donde se sitúa la Estructura 4. En el cuarto frontal se observa un nicho y varios muros divisorios, relacionados posiblemente con el desarrollo de las actividades domésticas de las familias que residían sobre la Gran Acrópolis.

#### Estructura 2
Esta construcción erigida sobre una pequeña banqueta, está compuesta por un solo cuarto, al que se accede desde el Patio Hundido. Durante su excavación se obtuvo información suficiente para afirmar que el techo era de bóveda y que esta se encontraba decorada en su interior con motivos antropomorfos modelados, de grandes dimensiones. Su funció, al igual que la de las estructuras 1,3,4,5 y 6, pudo ser como residencia de la élite.
Entre las Estructuras 1 y 2 se ubica en un nivel inferior, un espacio, al que se accede mediante un par de escalones. Este recinto hundido o "Estanque" está conectado a una urna de barro de considerables dimensiones, que tiene una pequeña perforación en su base, esta perforación permitía, que el agua contenida en tal depósito se virtiera en el "Estanque". La función de este elemento, se relacionaba tal vez, con actividades rituales de la población residente; además probablemente fue de gran utilidad para refrescar el ambiente cálido que prevalece en la región durante la mayor parte del año.

#### Estructura 3

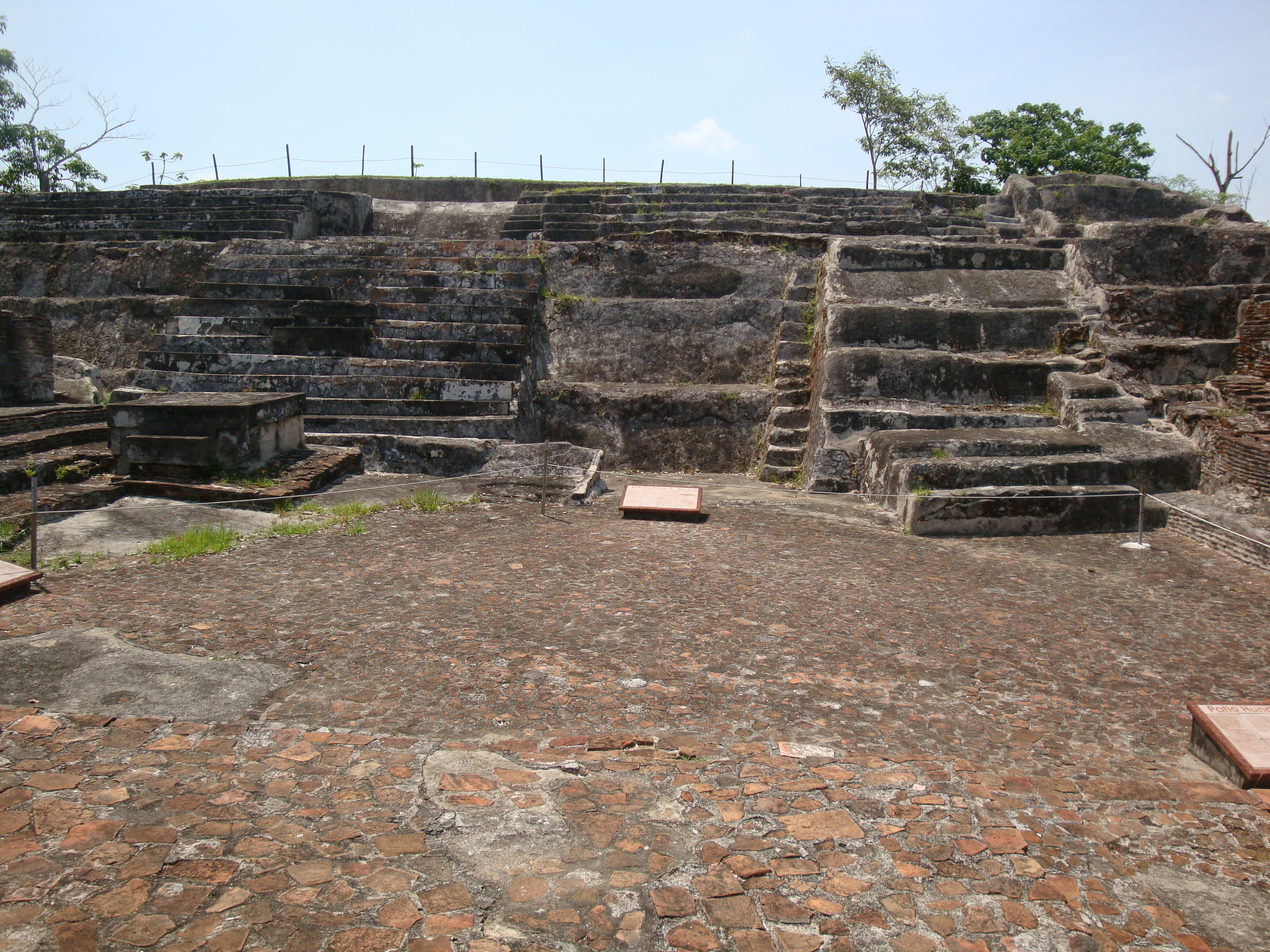
Estructura 3 y el "Patio hundido".

Esta construcción, a pesar de ser la de mayor altura y preponderancia dentro de la Gran Acrópolis, está hecha con núcleos de tierra recubiertos con estuco, sistema de construcción más antiguo que la mampostería de ladrillo. Desde ella, se puede mirar en cualquier dirección sin que interfieran otros edificios.
En este edificio se pueden observar varios cuerpos en talud superpuestos y etapas constructivas anteriores, en las que se empleaba también la tierra. En una de estas subestructuras, es posible aún observar una especie cúbica llamada "dado" que pudo haber siervido de pedestal para colocar incensarios u antorchas. Sobre la cima de este edificio, se descubrieron varios pisos de estuco superpuestos, y minúsculas plataformas de ladrillos, que quizá sirvieron para colocar postes de madera. El techo debió estar hecho de materiales perecederos. Al frente de la Estructura, se ubica un pequeño altar, sobre el que se localizaron numerosas cuentas de barro, además de un pequeño bulto recubierto con estuco pintado de azul.

#### Estructura 4

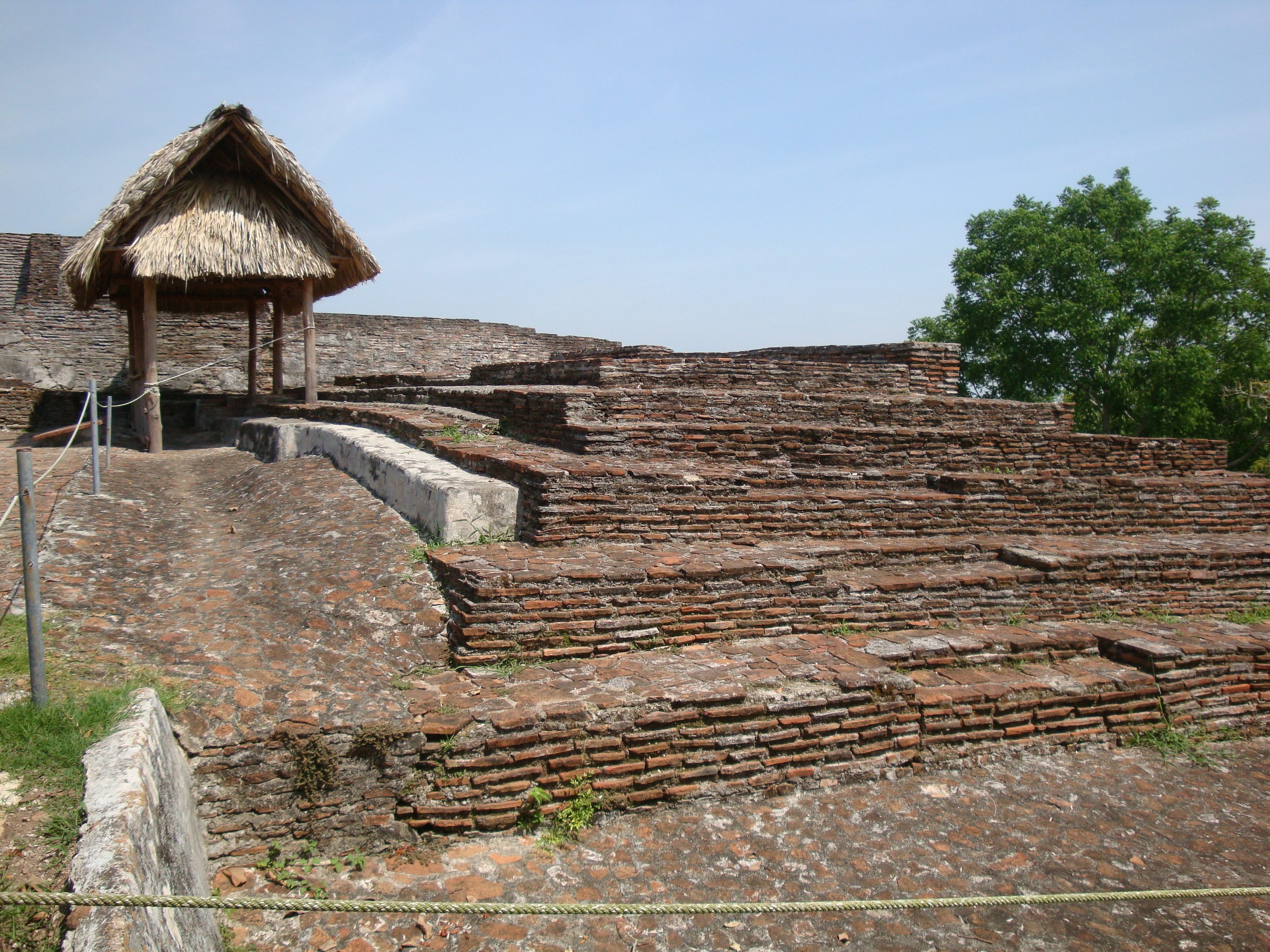
Estructura 4.

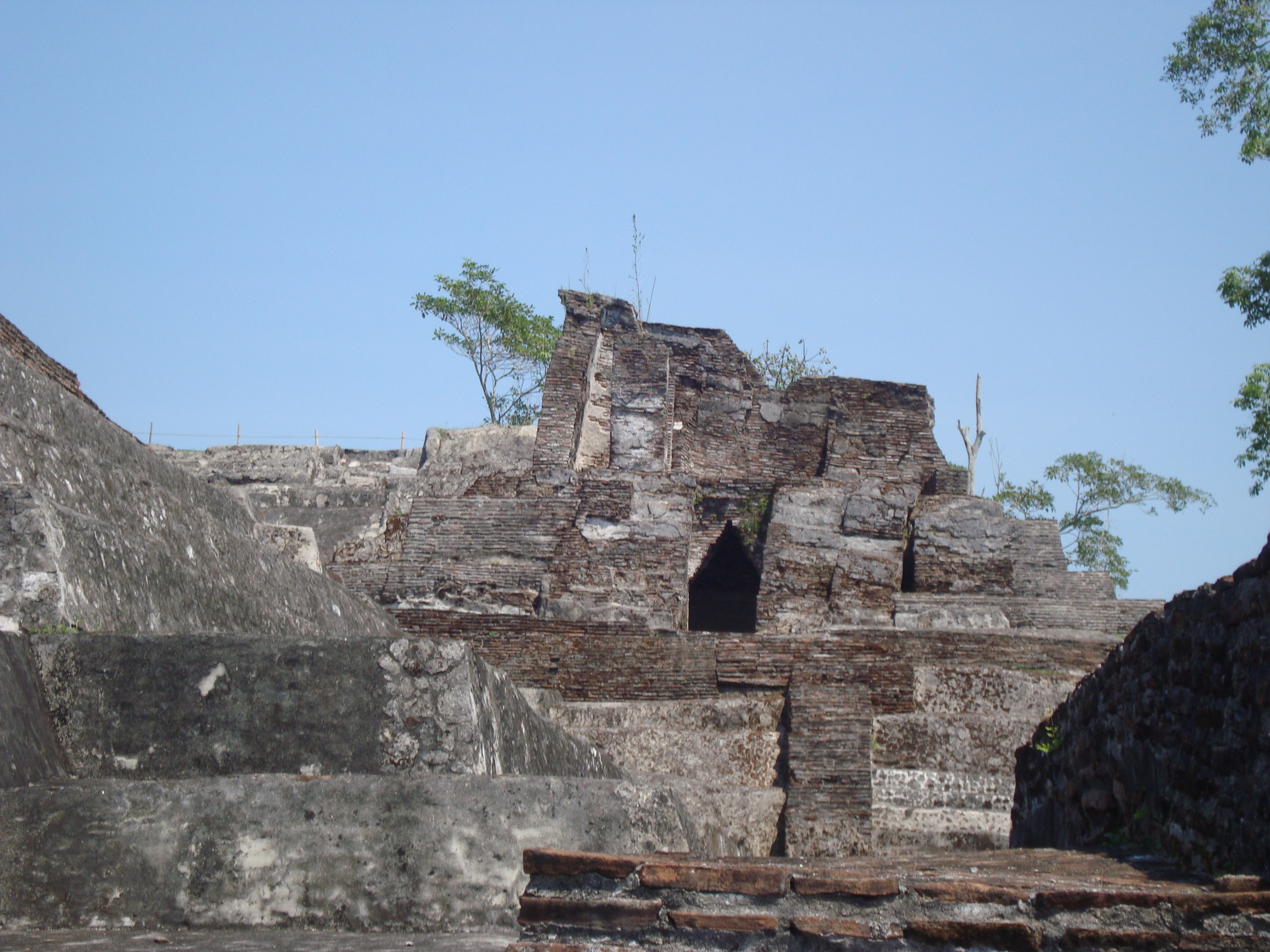
Templo IV. En este templo se descubrió una cripta funeraria que había sido tapada al construir la escalera.

Se trata de una construcción con una serie de cuerpos superpuestos que tienen en su fachada norte un par de escalinatas; estas convergen en una sola después de un breve descanso antes de acceder a la cima. En la parte superior del basamento, había posiblemente una construcción de un solo cuarto orientada de este a oeste de la que solo quedan los arranques de un muro.
En su fachada sur, puede observarse una serie de figuras modeladas en estuco, que representan una sucesión de personajes sedentes ataviados, de los que se conservan algunos torsos y extremidades. En la esquina oeste de la construcción, se localiza el fragmento de la cabeza de un ave con los ojos cerrados que sostiene entre su pico un elemento que parece representar una cuenta, quizá una piedra verde o "chalchihuite".

#### Templo IV
En este templo se descubrió una cripta funeraria que había sido tapada al construir la escalera. Al pie de este templo, en la denominada "Plaza Suroeste" se descubrió un entierro múltiple. Esta estructura se localiza unos 12 m hacia el extremo sureste del Palacio. Mide aproximadamente 18.50 m de frente por 7.50 m de fondo y una altura de 10 m. Orientado hacia el oeste, da a una pequeña plaza ubicada en un nivel más bajo que el Palacio.
Se trata de un pequeño basamento de cuerpos escalonados con escalinata central sobre el que se levanta un templo de dos cuartos, uno que servía de vestíbulo y que comunica al otro que correspondía a un santuario que tiene adosado un altar en la pared posterior.
En el vestíbulo se observan dos pilastras que delimitan tres claros que sirven de acceso al templo. Una entrada más, comunica al vestíbulo con el santuario que tiene adosado un altar en la pared posterior.
En el núcleo del basamento, debajo del templo, se encontró una tumba con las paredes decoradas con figuras en estuco, que desgraciadamente habían desaparecido. Esta cámara tenía un techo de ladrillo y mezcla de concha de ostión, y se alcanza a observar en el interior y exterior, indicios de haber estado decorada con estuco. En la parte superior del aposento del templo, se encuentran restos de un friso estucado.
Durante la excavación, se encontró que el templo, estaba decorado tanto en su interior como en su exterior, con esculturas antropomorfas de grandes dimensiones. Los personajes se modelaron con una mezcla de cal obtenida de conchas de ostión sobre núcleos de ladrillo. Algunas de estas esculturas se pueden observar en el museo de sitio.

#### La Tumba de los Estucos o de los Nueve Señores de la Noche

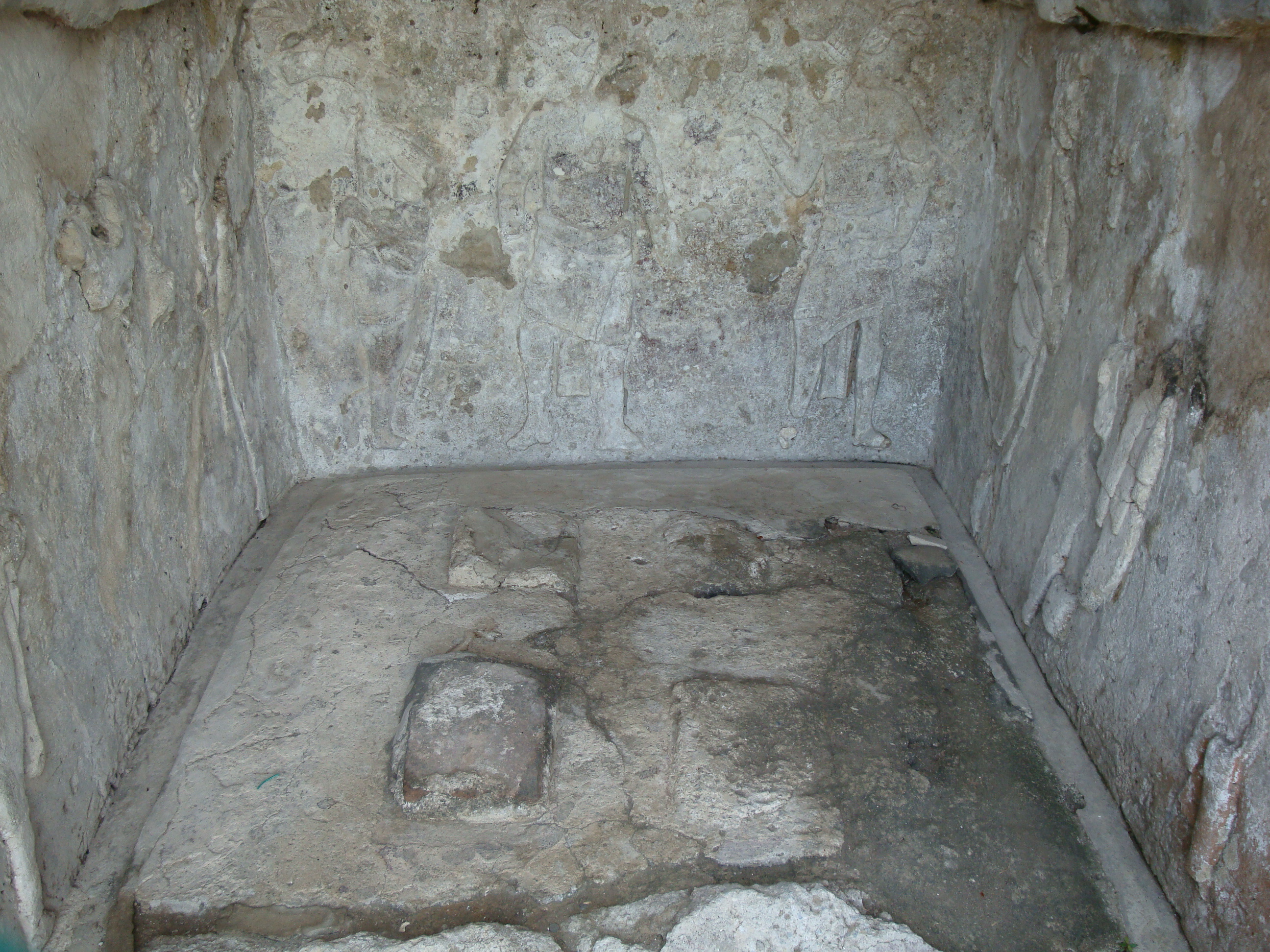
Tumba de los Estucos o de los Nueve Señores de la Noche.

Está ubicada hacia el sureste de El Palacio y mide 3 por 3 m y su altura aproximada es de 2.8 metros.. Se considera la más importante de las tres descubiertas hasta ahora en Comalcalco, y fue similar en distribución y proporciones a la tumba del Templo IV; esta sin embargo ha perdido la mayor parte del templo superior, y sólo se conserva el basamento y la cámara funeraria. En sus paredes interiores se encuentran distribuidos nueve personajes en relieve de estuco, en los cuales existían inscripciones jeroglíficas asociadas a ellos.

#### Templo V
Edificio bastante destruido que se localiza a 8.50 m al poniente del extremo sur del Palacio y orientado hacia el norte, semejante a la estructura del Templo IV, puede describirse como un basamento con un templo en la parte superior, formado por un vestíbulo, un santuario y una tumba en el interior, cuya entrada se localiza en un pasillo abierto en el centro de la escalera del basamento, y que antiguamente dicha entrada se encontraba tapada por la escalinata.

#### Templo VI o Templo del Mascarón

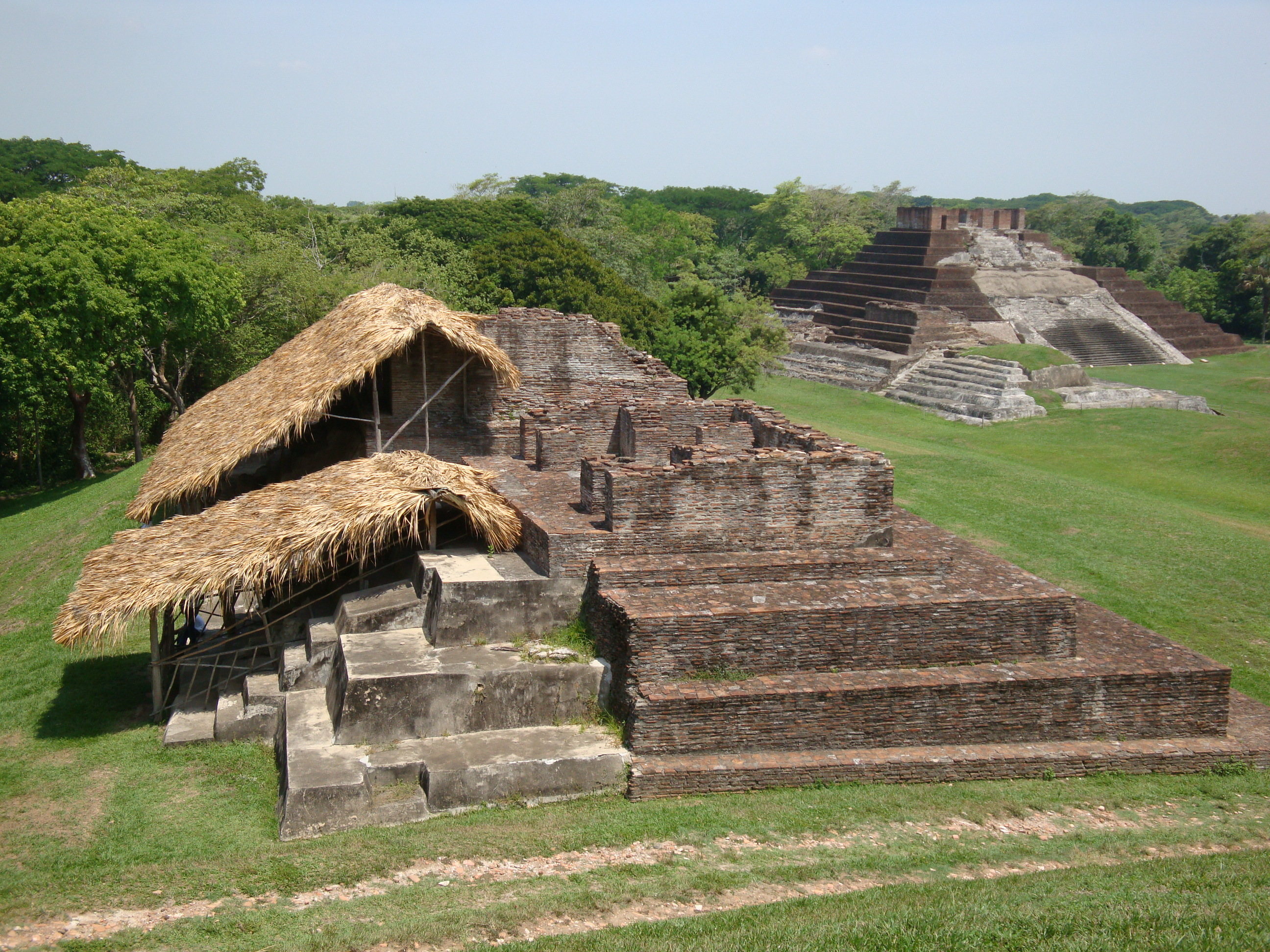
Templo VI o "Templo del Mascarón" y Templo VII o de las "Figuras Sedentes".

Este edificio denominado: Templo 4 por el explorador Frans Blom, y "Basamento del Mascarón" por Piña Chan, corresponde al Templo VI de Andrews y está ubicado en la prolongación noroeste de la Gran Acrópolis. Está localizado en una especie de brazo sobre el que también se alinean otras estructuras denominadas Templo VII y Templo VIII por Andrews.
Mide 15 m de frente por 12 m de ancho y una altura de 10,50 m. Presenta dos épocas constructivas. La más antigua que se aprecia en la cara correspondiente a la fachada principal cae en la época constructiva más antigua de Comalcalco. Se trata de un basamento escalonado de tres cuerpos, de los cuales el inferior es más bajo que los otros dos. Parece una especie de banqueta interrumpida por la escalinata central, limitada por alfardas, en su base tiene un mascarón que está relacionado con el Dios Solar.
La segunda época constructiva del templo, es la de ladrillo y a ella corresponden los tres cuerpos escalonados, según puede observarse en sus caras norte, este y oeste, a esta época también corresponde el Templo superior que descansa sobre un bajo zócalo cuya fachada mira hacia el sur. El Templo, tiene la misma distribución que los otros anteriores, consistente en un vestíbulo y un santuario, en cuyo centro hay un altar. El techo de estas dos cámaras, debió ser bóveda maya como la del Palacio.

#### Templo VII o Templo de las Figuras Sedentes

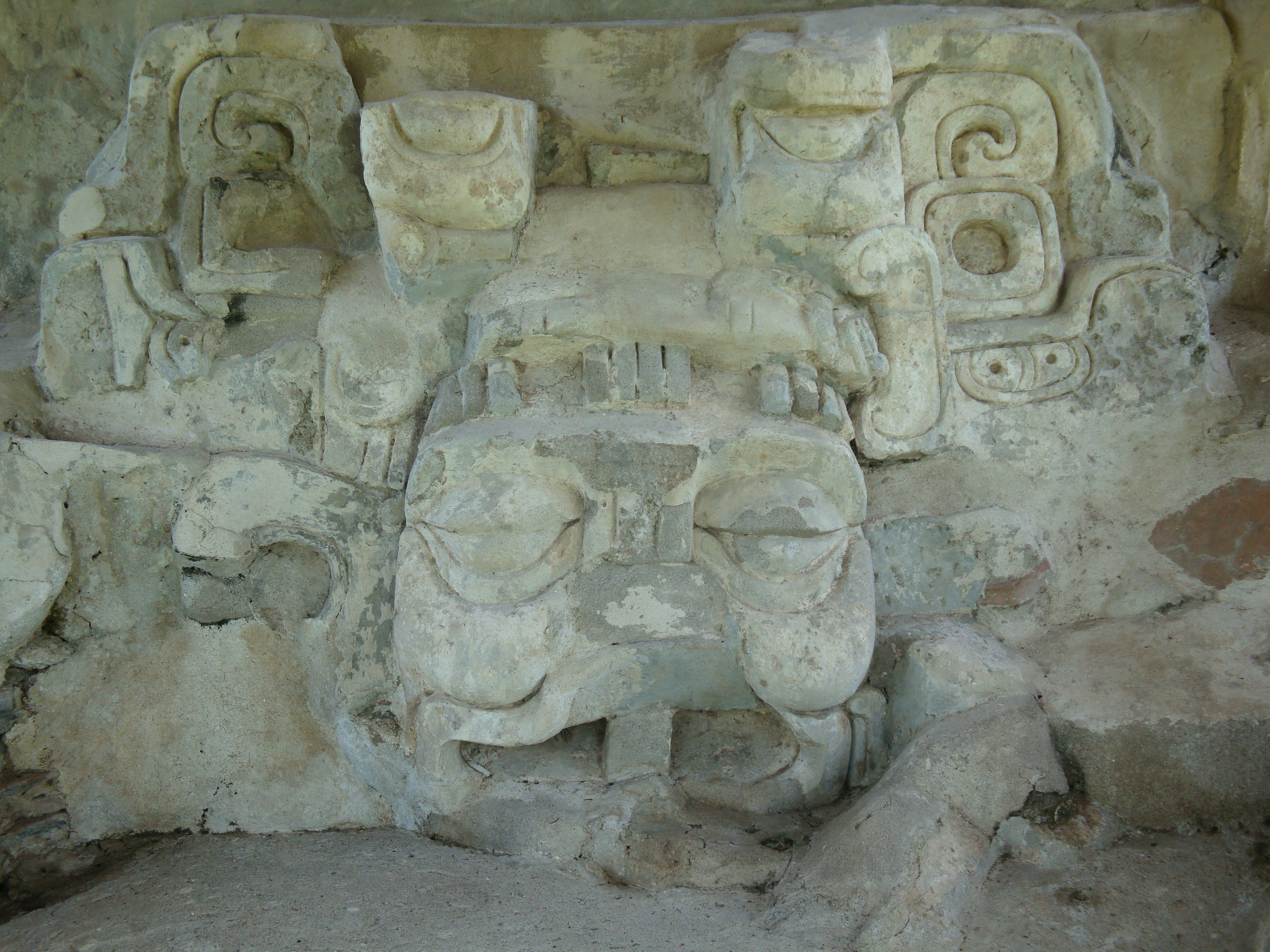
El Mascarón ubicado en el Templo VI.

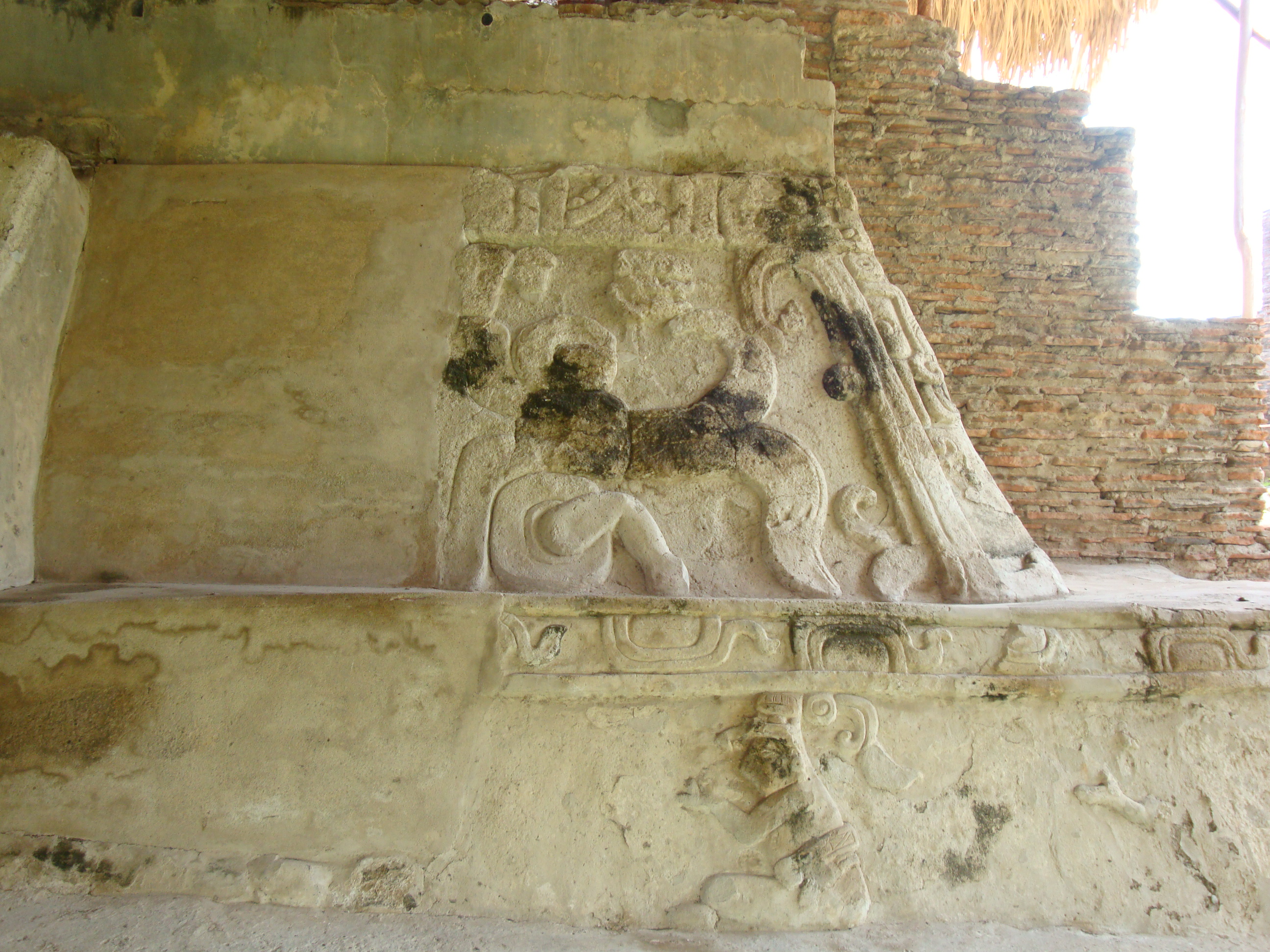
Relieve en estuco en el Templo de las Figuras Sedentes.

Denominado: "Templo de las Figuras Sedentes" por Ekholm, está ubicado al lado oeste del Templo del Mascarón y su fachada principal mira hacia el sur, dirigiéndose hacia la plaza de la Gran Acrópolis. Es un monumento parecido al Templo VI pero de mayores dimensiones, en donde existen también dos épocas constructivas. La más antigua, que se observa en el lado sur, es un basamento escalonado con dos cuerpos bajos inclinados y un tercero de mayor altura. Al centro tiene una escalera, cuyos dos primeros escalones sobresalen del paño del basamento. El templo mide 17 m de frente, 15 m de ancho y una altura de 4,50 m. Sobre el lado norte, tiene tres cuerpos escalonados con vestigios de un altar que conserva restos de un personaje modelado en estuco.

#### El Popol Naah
Esta construcción situada en la cima de la Gran Acrópolis, tiene una banqueta que muestra una escena modelada en estuco, con la representación de un conjunto de bandas que simbolizan la "estera real" sobre las que se encuentra el pico de un zopilote negro con una cuenta en la boca, además de tres personajes sentados. Se ha encontrado una gran cantidad de restos de los animales que servían de alimento y con cuyos huesos se elaboraban artefactos ornamentales e instrumentos musicales. Todo esto, sugiere que las actividades que se realizaban en este lugar estuvieron ligadas a la música, la danza y la oración, y que eran llevadas a cabo por los ajk'ubuum y los sajal.

### Plaza Suroeste
Este espacio se encuentra delimitado al norte, por la plataforma que sustenta a la estructura 6; al este por el Templo IV; y al oeste por la estructura 5. Bajo el piso de esta plaza, frente al Templo IV se localizó un entierro múltiple, en el que destacaba la presencia de huesos cruzados, desechos de talla de obsidiana y objetos de concha y caracol. Todo ello, debió estar relacionado con algún ritual vinculado al edificio. Encima, sobre el piso, se encuentran dos piedras semicirculares colocadas hacia la parte media de la escalinata del Templo IV, estos elementos, junto con el cráneo empotrado en el Templo I y el fragmento de estela localizado cerca del montículo de La Palmera, son los únicos ejemplos de escultura en piedra localizados hasta ahora en el sitio.
Las estructuras 5 y 6, son espacios de un solo cuarto hechos de mampostería, que pudieron servir de habitaciones del grupo dominante, aunque no rebasan los 10 m² de superficie ocupable. Estas construcciones estaban decoradas con personajes hechos de estuco.

### Acrópolis Este

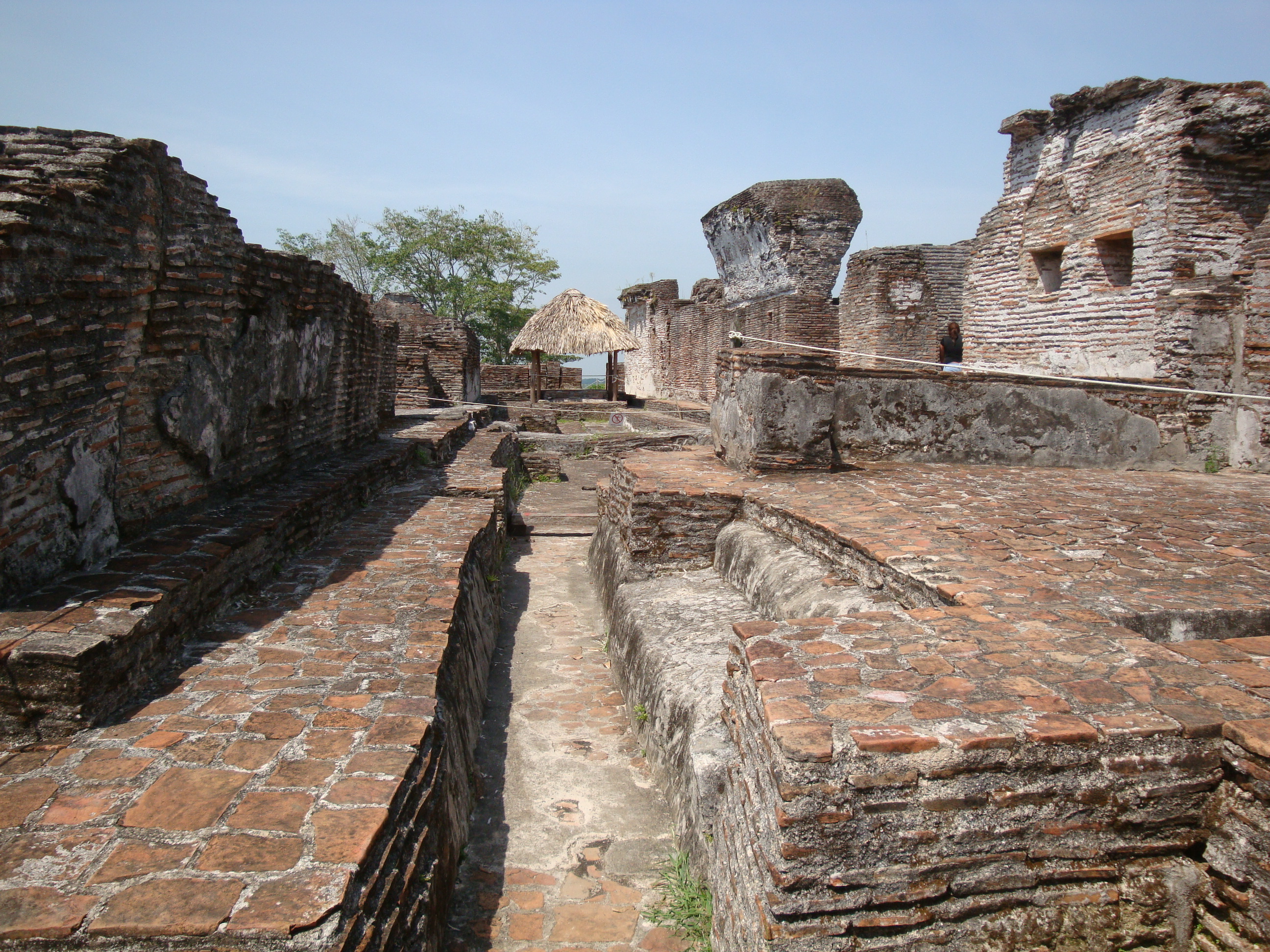
Sistema de drenaje en la "Gran Acrópolis".

Puede considerarse como una versión en menor tamaño de la Gran Acrópolis, aunque a simple vista no se observan edificios de mampostería. Al parecer este grupo guarda cierta relación con el conjunto de la Plaza Norte y la orientación del conjunto, también está relacionada con los puntos cardinales.

### Sistema de drenaje
Las edificaciones monumentales como la Gran Acrópolis fueron acompañadas por las redes de drenaje que pasaban debajo de toda la ciudad. Este sistema de drenaje se realizó con cilindros elaborados con materiales propios de la zona como arcilla, con estos "cilindros moldados" en forma de tubos, se creó un sistema de drenaje profundo para evacuar los deshechos y el agua de lluvia.

### Cementerio

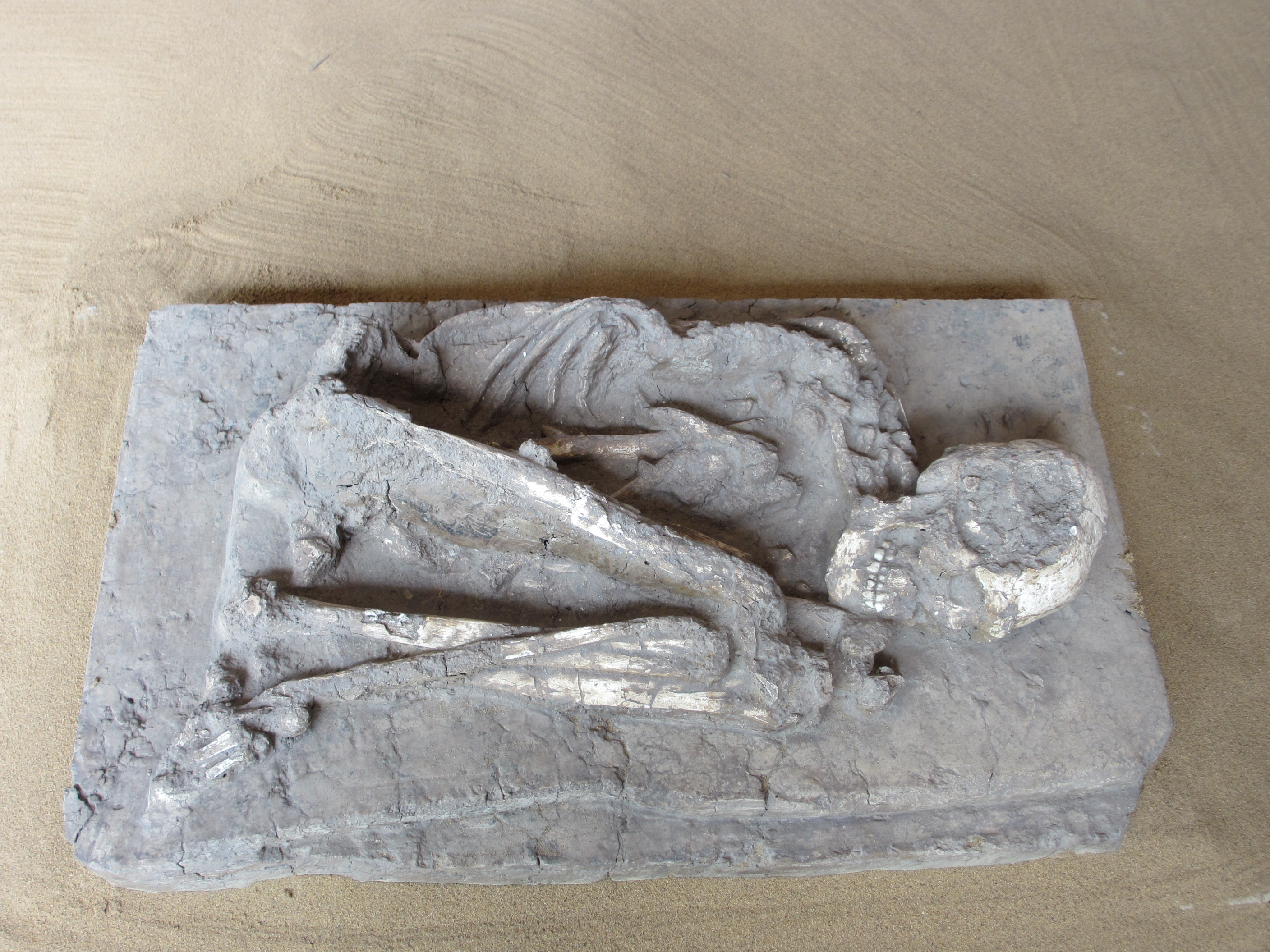
Uno de los entierros funerarios descubiertos en la zona arqueológica de Comalcalco

El 28 de junio de 2011, el Instituto Nacional de Antropología e Historia, dio a conocer el descubrimiento del que parece es el primer cementerio maya conocido hasta ahora, al encontrar un total de 116 entierros funerarios con más de mil años de antigüedad. Dichos entierros, fueron localizados en tres montículos de tierra con una superficie de 220 m² ubicados en la periferia de la zona arqueológica.
Los arqueólogos encontraron 66 cuerpos depositados en urnas funerarias con dimensiones promedio de 35 a 75 cm de alto y de 35 a 80 cm de diámetro, y los 50 restantes estaban alrededor de éstas, lo que permite deducir que los primeros podrían corresponder a individuos pertenecientes a la élite maya, mientras que los segundos a sus acompañantes. En algunos de los esqueletos localizados dentro de las urnas, se pueden apreciar deformaciones craneales, así como limaduras e incrustaciones de jade en piezas dentales, lo que significa que estas personas pertenecieron a un estrato social alto.
También se encontraron, asociados a los entierros, silbatos y sonajas de cerámica que representan tanto a animales como a hombres y mujeres ricamente ataviados, decenas de navajas, cuchillos y desechos de talla de pedernal y obsidiana, múltiples fragmentos de metates, más de 70 mil "tepalcates" (vasijas), así como el esqueleto completo de un perro, siendo esto último, una costumbre prehispánica, ya que el animal servía como acompañante en su viaje hacia el inframundo.
28 de los entierros funerarios fueron encontrados en perfecto estado de conservación, debido a que además de haber estado a una profundidad de 2 m se hallaron en una base de concha de ostión y cubiertos con cal, lo que al mezclarse con el agua, formó una pasta que se adhirió a los huesos, lo que dio como resultado una mayor protección y conservación de las osamentas.
En el sitio, también se encontraron, tres hornos cerrados hallados "in situ" sobre un estrato de conchas de ostión, se cree que los hornos pudieron ser usados para la cocción del apisonado de barro que cubrió este depósito funerario a fin de protegerlo.

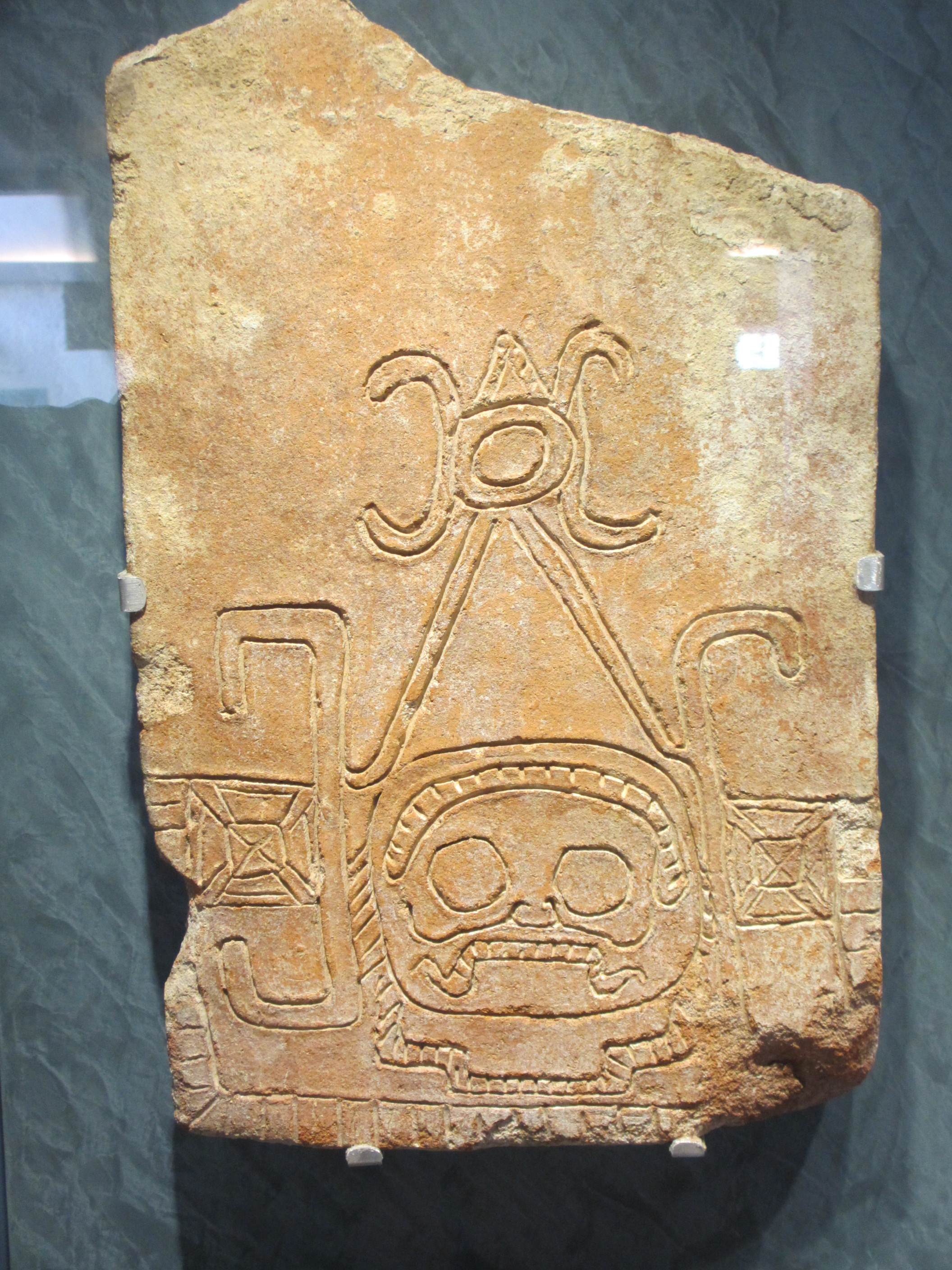
Representación de Ek Chua (dios del comercio) el cual se reconoce por el "mecapal" que lleva a manera de tocado.

## Rituales funerarios
Abundantes hallazgos arqueológicos, han confirmado que las prácticas funerarias de los mayas de Comacalco eran depositar a los difuntos en los pisos de las casas o amortajarlos y depositarlos en urnas funerarias. Las personas depositadas en estas urnas hechas de barro, corresponden a la nobleza que habitaba este sitio, y estaban acompañadas de singulares ofrendas como figurillas, navajas prismáticas de obsidiana y pedernal, objetos de concha, jadeíta, caracol y punzones de cola de raya.
En Comalcalco se han encontrado tres tumbas y 14 entierros funerarios de los cuales 7 se encontraban dentro de urnas hechas de barro, así como el panteón descubierto en la periferia de la ciudad con 116 entierros.

## Dioses de los mayas de Comalcalco
Los mayas chontales de Comalcalco, rendían culto a varios dioses entre los que se encontraban Chak (dios de la lluvia), Kinich Ahau (dios del sol), Kisin (la muerte), Ixchel (la Luna) y Ek Chua (del Comercio). Estos y otros dioses fueron representados en ladrillos, vasijas, modelados de estuco o figurillas. Se les rendía culto quemando resinas en incensarios, además de otros rituales.

## El "ladrillo de Comalcalco"
En noviembre de 2011, un boletín de prensa del Instituto Nacional de Antropología e Historia de México (INAH) menciona el hallazgo de una segunda inscripción maya anunciando su famosa profecía, en una pieza conocida desde ahora como el “Ladrillo de Comalcalco”, que vendría a sumarse al Monumento 6 de Tortuguero de Macuspana para anunciar el nuevo cambio de era cuando concluya la cuenta larga del calendario maya de 5.125 años, 13 baktunes, esto es, la ya mítica fecha del 21 de diciembre del 2012. El portavoz del INAH señaló que el fragmento de la inscripción fue descubierto hace varios años, ha sido estudiado extensamente por expertos y actualmente se mantiene resguardado del público.

## Los ladrillos decorados

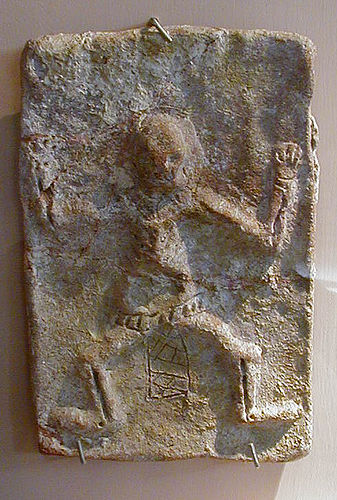
Ladrillo ornamentado proveniente de Comalcalco. Los grabados estaban colocados de manera que no fueran visibles

La ciudad maya de Comalcalco tiene como característica más notable la utilización de ladrillos en la construcción de sus edificios. Muchos de estos ladrillos fueron "grabados" por los artesanos mayas, quienes reprodujeron infinidad de figuras en ellos.
Estos ladrillos fueron colocados de tal forma que los grabados no fueran visibles desde el exterior de los edificios, ya que los dibujos quedaban ocultos por la mezcla de estuco que unía los ladrillos en las construcciones.
El descubrimiento de estos grabados en los ladrillos, se realizó al explorar los escombros de las construcciones derrumbadas, lo que permitió observar los grabados hechos en los tabiques.
En la actualidad se han descubierto un total de 4 601 ladrillos grabados, identificando varios temas de los dibujos realizados, y se han clasificado en varios grupos.
Representaciones humanas
Las representaciones humanas son muy variadas, incluyen desde dibujos de personajes ricamente ataviados, hasta meros esbozos de cuerpos humanos realizados a manera de caricatura. Se representan rostros, pies y manos, así como figuras de cuerpo completo y en diversas posiciones: sentados, de pie, caminando, de frente o de perfil, figuras femeninas, hombres con tocado, orejeras y brazaletes, así mismo, también hay sujetos desnudos en posición sedente con deformación craneana.
Representación de animales
Aquí se representan primates y roedores desdentados y cérvidos, algunos están parados, sentados o recargados, con frecuencia destacan algunas partes del cuerpo como colas, patas, ojos, nariz, boca y orejas. Ciertos ejemplares llevan adornos en el cuerpo o en la cabeza. Dentro de los roedores figuran ratas de monte y conejos de formas y posturas diversas.
Seres fantásticos

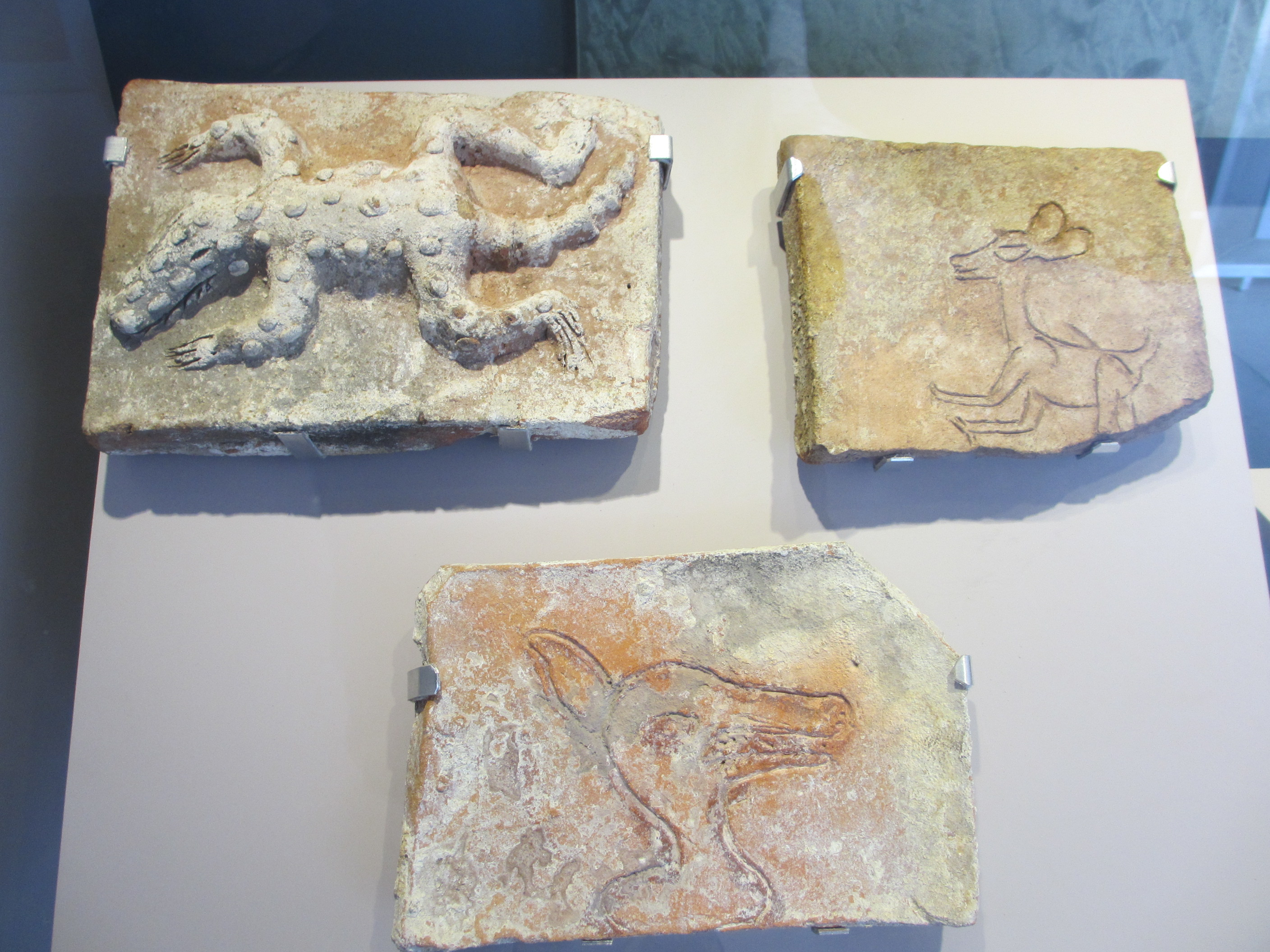
Representaciones de animales.

Son figuras que muestran animales humanizados y hombres con atributos zoomorfos o que portan disfraces o máscaras, también hay rostros de deidades, de esqueletos en movimiento y animales altamente estilizados.
Representaciones arquitectónicas
La arquitectura de Comalcalco aparece representada también en los grabados de algunos ladrillos usados en los edificios: Templos con crestería, casas habitación o simplemente elementos arquitectónicos aislados. Actualmente las crestas de los edificios han desaparecido, pero en los ladirllos es muy representativa.
Glifos
Estos símbolos son frecuentes en los ladrillos. Se representan principalmente fechas calendáricas en los que el glifo que representa el nombre de un día se acompaña de un numeral. Aunque los números en el calendario maya no pueden sobrepasar el 13, en Comalcalco es posible encontrar representaciones de números mayores. La calidad en la ejecución de los glifos es muy variada, y hay desde trazos muy cuidadosos hasta dibujos de apariencia infantil. Existen también representaciones de glifos en serie, y algunos otros parecen ser representaciones de monumentos con inscripciones.
Temas geométricos
Son los más numerosos y variados. Se pueden encontrar desde líneas simples hasta polígonos de gran complejidad. Muchos diseños están decorados en su interior o exterior con otras formas geométricas. Hay representaciones de líneas y bandas, círculos, líneas y bandas cruzadas, grecas, triángulos, retículas, cuadros y rectángulos, escuadras, abanicos y cruces.
Petates

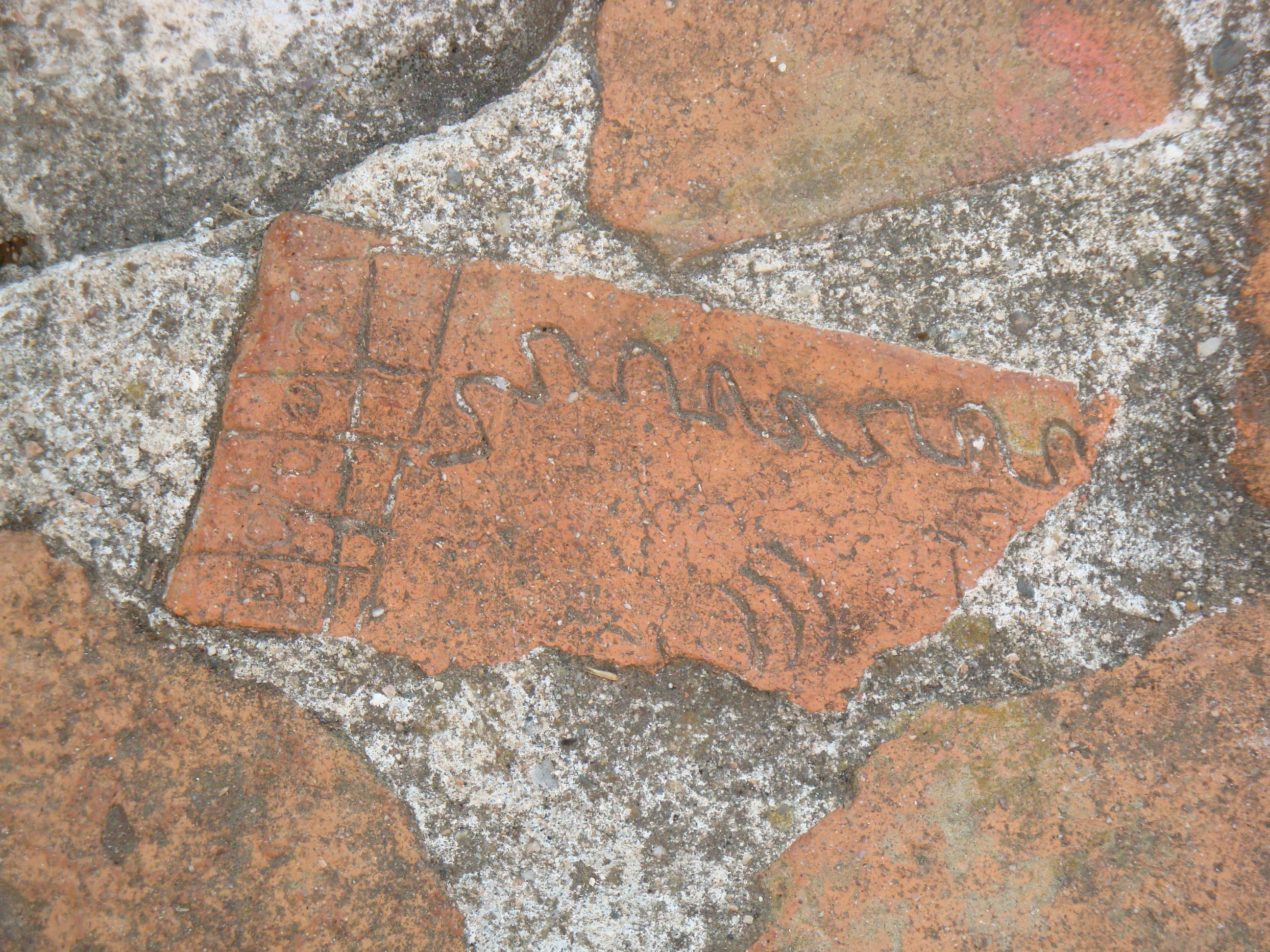
Ladrillo grabado localizado en el piso de una construcción en El Palacio.

Son piezas en las que se plasmaron formas parecidas a los "petates" que actualmente se tejen en varias comunidades de Tabasco, hechos con una planta acuática llamada Pop que solo se conoce entre los pueblos chontales. El diseño colocado de manera diagonal se logró bajo la técnica de "impresión", aunque se encontraron dos tabiques cuyo grabado de esta figura se realizó por medio de la técnica de "incisión".
Fibras entrelazadas
Son bandas en forma de "equis", que tocan las cuatro esquinas del ladrillo después de formar un entrelace sencillo en el centro del mismo. Las bandas están decoradas por medio de cortas líneas incisas sobre el borde como si se representaran dos ramas o dos cuerdas. También existe otra representación que consta de una sola banda enrollada a manera de "cordón" y es un elemento más conocido en la iconografía maya.
Miscelánea
Son dibujos imposibles de identificar por su tamaño o a causa de la erosión. Existen ladrillos con manchas o bandas irregulares que no encajan dentro de las otras clasificaciones.
| Imágenes de los ladrillos de Comalcalco |                                       |                            |          |                   |           |
|                                         |                                       |                            |          |                   |           |
| Representaciones de animales            | Representaciones de seres fantásticos | Representaciones de glifos | Tortugas | Temas geométricos | Miselanea |

## Museo de sitio

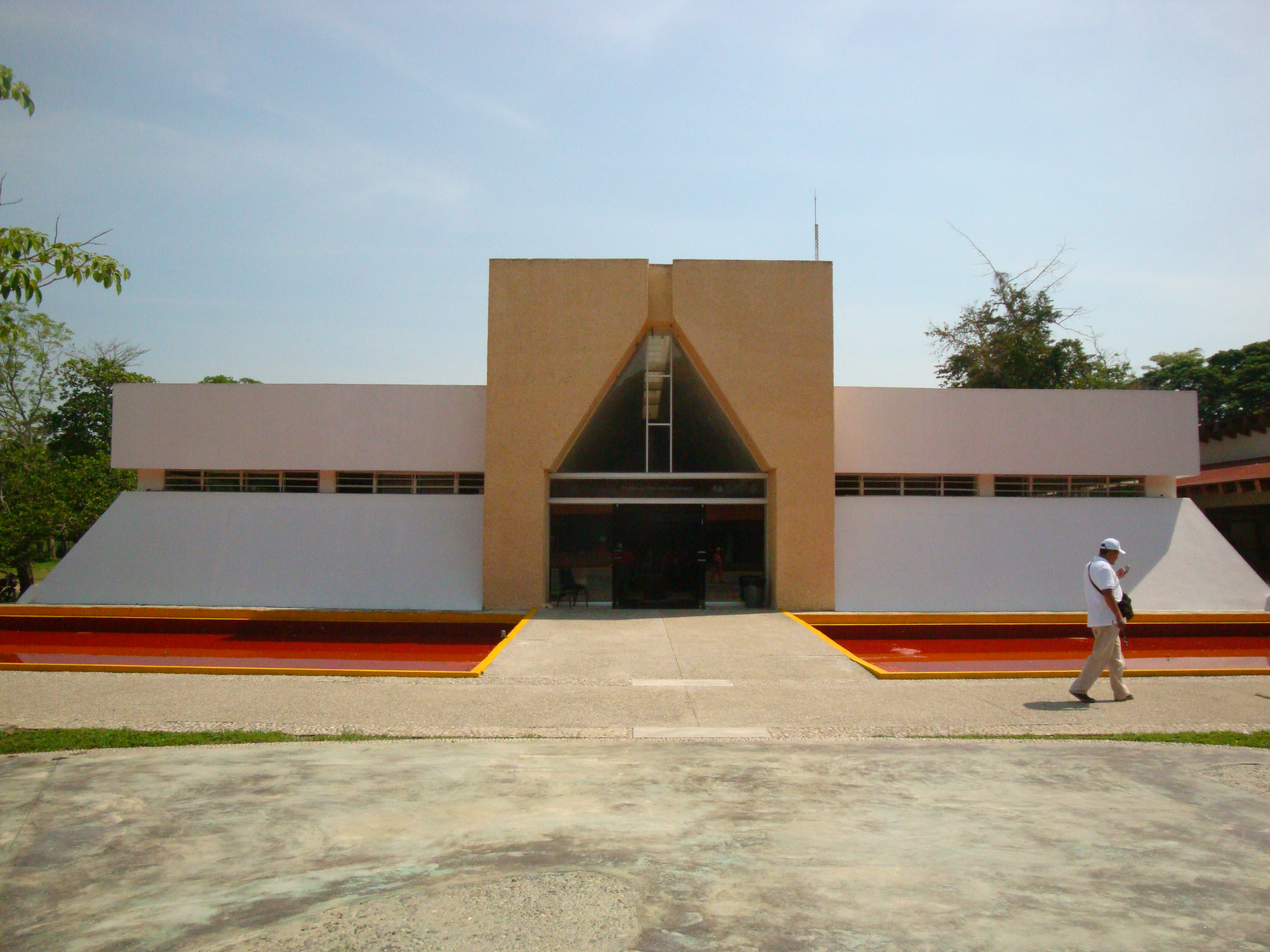
Fachada del Museo de Sitio de la zona arqueológica de Comalcalco.

El museo de sitio fue inaugurado en junio de 1984 y fue reinaugurado el 8 de octubre de 1994 con el concepto museográfico de los arqueólogos Román Piña Chan, Ricardo Armijo Torres y Mario Pérez Campa.
Cuenta con una sala permanente con 16 vitrinas temáticas que exhiben los vestigios arqueológicos de la cultura maya-chontal, se trata de piezas y esculturas manufacturadas en arcilla, piedra, concha, caracol, hueso y metal.
En el museo se expone, en forma breve y práctica, la historia de Comalcalco durante la época preshispánica. Este museo tuvo como antecedente una colección de piezas arqueológicas reunida por el profesor Rosendo Taracena y sus alumnos al iniciar el siglo XX. Más tarde, Carlos Pellicer Cámara guardó la colección, en la que sobresalía una gran cantidad de ladrillos decorados.
Remodelado en el 2011, el museo ofrece a sus visitantes una moderna museografía y presenta más de 400 piezas arqueológicas representativas del mundo maya halladas durante décadas de exploraciones, desde su descubrimiento hace 130 años, entre las que destacan 50 ladrillos grabados. Al museo se le construyó una segunda sala en la que se muestran los últimos descubrimientos realizados en la zona arqueológica.
El museo exhibe parte del texto epigráfico maya más largo encontrado hasta la fecha en Tabasco, inscrito en glifos mayas en el siglo VIII, sobre la diminuta superficie de un aguijón de cola de raya, que formaba parte del ajuar funerario del yajaw k´ahk´, "señor de fuego", Aj Pakal Tahn. Conjuntamente con otros símbolos inscritos en pendientes de concha, el texto suma 260 jeroglíficos y relata 14 años de la vida de este sacerdote; esta ofrenda fue descubierta en 1998, en la fachada sur de los Templos II y IIA de la Plaza Norte de la zona arqueológica, junto con otras 24 espinas, también con inscripciones, y otros objetos de carácter ritual.  Igualmente se pueden apreciar ejemplos de ofrendas, ajuares y urnas funerarias, con un enterramiento dentro de una de ellas.
| Imágenes del Museo de Sitio de Comalcalco                                                 |                                       |                                                        |                                          |                                    |
|                                                                                           |                                       |                                                        |                                          |                                    |
| Ofrenda funeraria encontrada en la zona arqueológica.                                     | Cabeza de mujer elaborada en estuco.  | Mascarón en estuco que adornaba los templos            | Mascarón en estuco.                      | Mascarón que adornaba los templos. |
|                                                                                           |                                       |                                                        |                                          |                                    |
| Aguijón de cola de raya, grabado, que formaba parte del ajuar funerario de Aj Pakal Tahn. | Cabeza maya con deformación craneana. | Caracol usado para crear sonidos musicales o de guerra | Cabezas en estuco decoraban los templos. | Vasijas de barro.                  |

## Cómo llegar
La zona arqueológica se sitúa a 2 km de la ciudad de Comalcalco. Si el punto de partida es Villahermosa, la distancia a recorrer es de 60 km. Tomar la carretera federal núm. 180 con destino a Cárdenas hasta la desviación en la autopista de cuatro carriles La Isla-Dos Bocas, y continuar con rumbo a la ciudad de Comalcalco. Dos kilómetros adelante de la ciudad, se encuentra la desviación a la derecha para llegar a la zona arqueológica, la cual abre todos los días del año de 8 a. m. a 4 p. m.. Cuenta con servicios de estacionamiento, sanitarios, rampas para discapacitados y guarda bultos.

### Visita virtual
- https://web.archive.org/web/20140614203353/http://www.inah.gob.mx/index.php/component/videoflow/?task=play&id=392%2F  Recorrido virtual